# История Афин

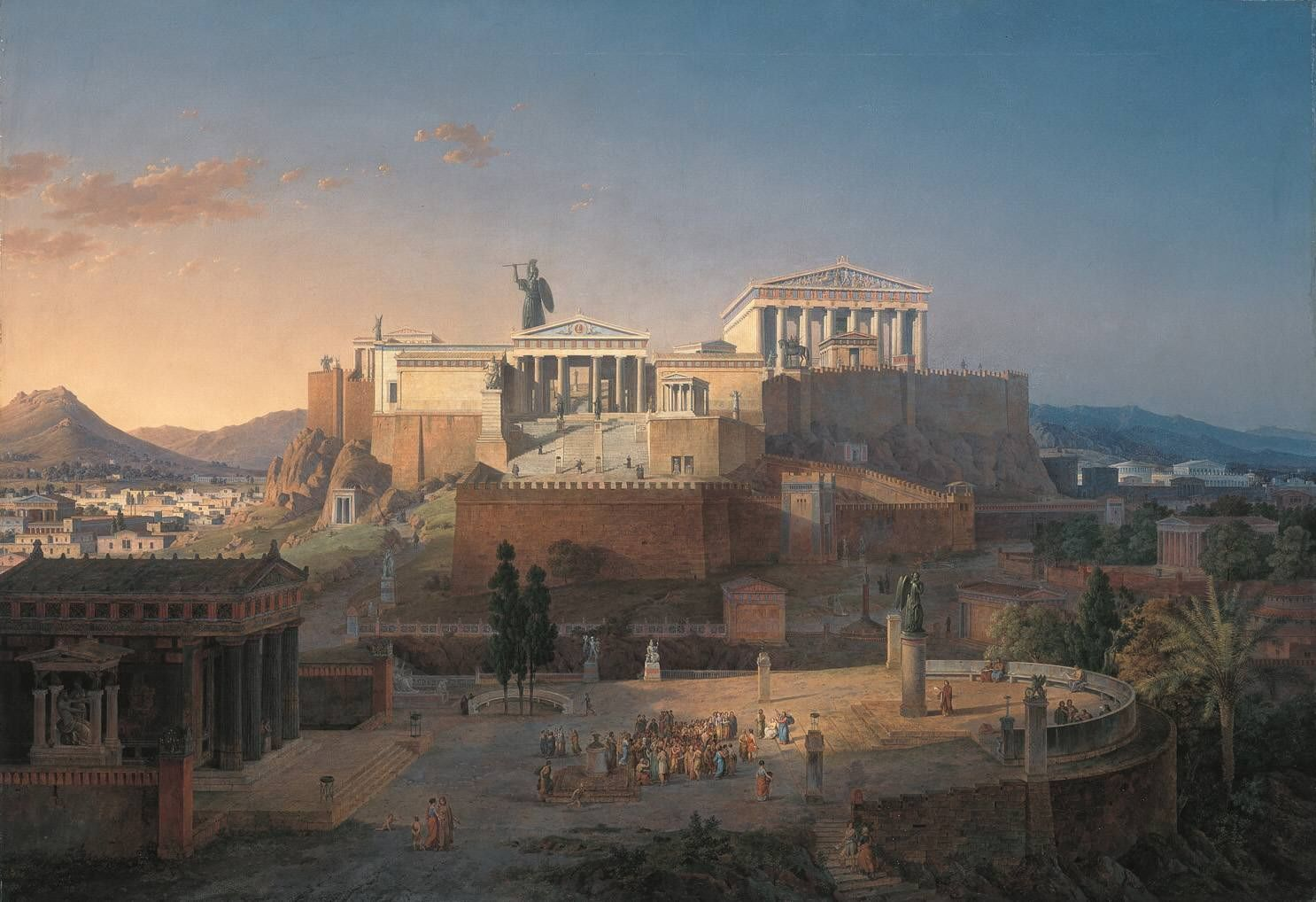
Афинский акрополь, реконструкция Лео фон Кленце 1846 года

Афи́ны (др.-греч. Αθήναι; греч. Αθήνα) — один из древнейших городов, который был постоянно заселён в течение по меньшей мере 5000 лет. Расположенные в Южной Европе, Афины стали ведущим городом Древней Греции в первом тысячелетии до нашей эры, и его культурные достижения полученные в течение V-го века до нашей эры заложили основы западной цивилизации.
В период раннего средневековья город пережил упадок, затем восстановился при поздней Ромейской империи и был относительно процветающим городом в период крестовых походов (XII-й и XIII-й века), извлекая выгоду из итальянской торговли. После периода резкого упадка под властью Османской империи Афины вновь возродились в XIX веке как столица независимого греческого государства.

## Этимология
В древности имя «Афины» стояло во множественном числе — Ἀθῆναι [atʰɛ̑ːnaɪ]. В 1970-х годах, с отказом от кафаревусы, единственное число — Αθήνα [aˈθina] — стало официальным.
О происхождении названия есть несколько гипотез. Одна из них восходит к мифу о том, что имя богини мудрости — Афина — город получил после спора Афины с владыкой морей Посейдоном. Первый легендарный царь Афин Кекроп, который был наполовину человеком, наполовину змеёй, должен был решить, кто будет покровителем города. Два бога — Афина и Посейдон — должны были сделать подарок Кекропу, и тот, кто сделает лучший подарок, становился покровителем города.

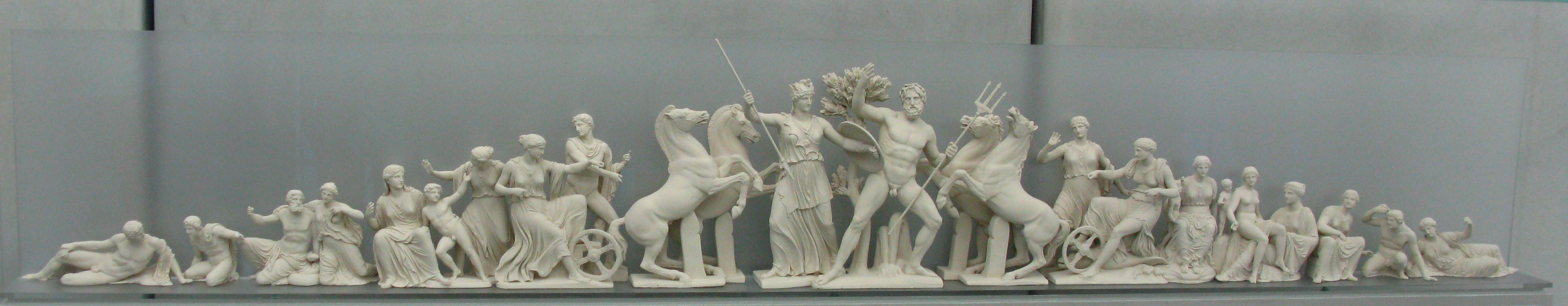
Состязание Афины и Посейдона, Западный фронтон Парфенона.

Тогда перед Кекропом первым ударил своим трезубцем Посейдон, и тотчас из земли забил источник. Греция — страна жаркая, горная, вода там нужна, но она оказалась морской, солёной. После же удара Афины из земли выросло маленькое оливковое дерево. Кекроп был впечатлён подарком Афины и выбрал её в качестве покровителя города. Таким образом Афины и взяли имя великой богини. Но так как Кекроп не выбрал Посейдона, в Афинах стало не хватать воды. Эта нехватка чувствуется и по сей день. Священное оливковое дерево, которое, как говорят, было создано богиней, все еще хранилось на Акрополе во времена Павсания (II век н. э.). Оно находилось рядом с храмом Пандроса, рядом с Парфеноном. Согласно Геродоту, это дерево было сожжено во время греко-персидских войн, но из пня вырос побег. Греки видели в этом символ того, что Афина всё ещё оставляла свой след в этом городе.
Другая версия гласит: слово Афины (Αθήνα) произошло от слова «Афон» (άθος), что созвучно со словом «цветок» (άνθος).
Платон, в Кратиле, предлагает свою собственную этимологию Афин, связывая название с фразой ἁ θεονόα или theoû hē nóēsis (ἡ νόησις θεοῦ, 'мысли Бога').

## География

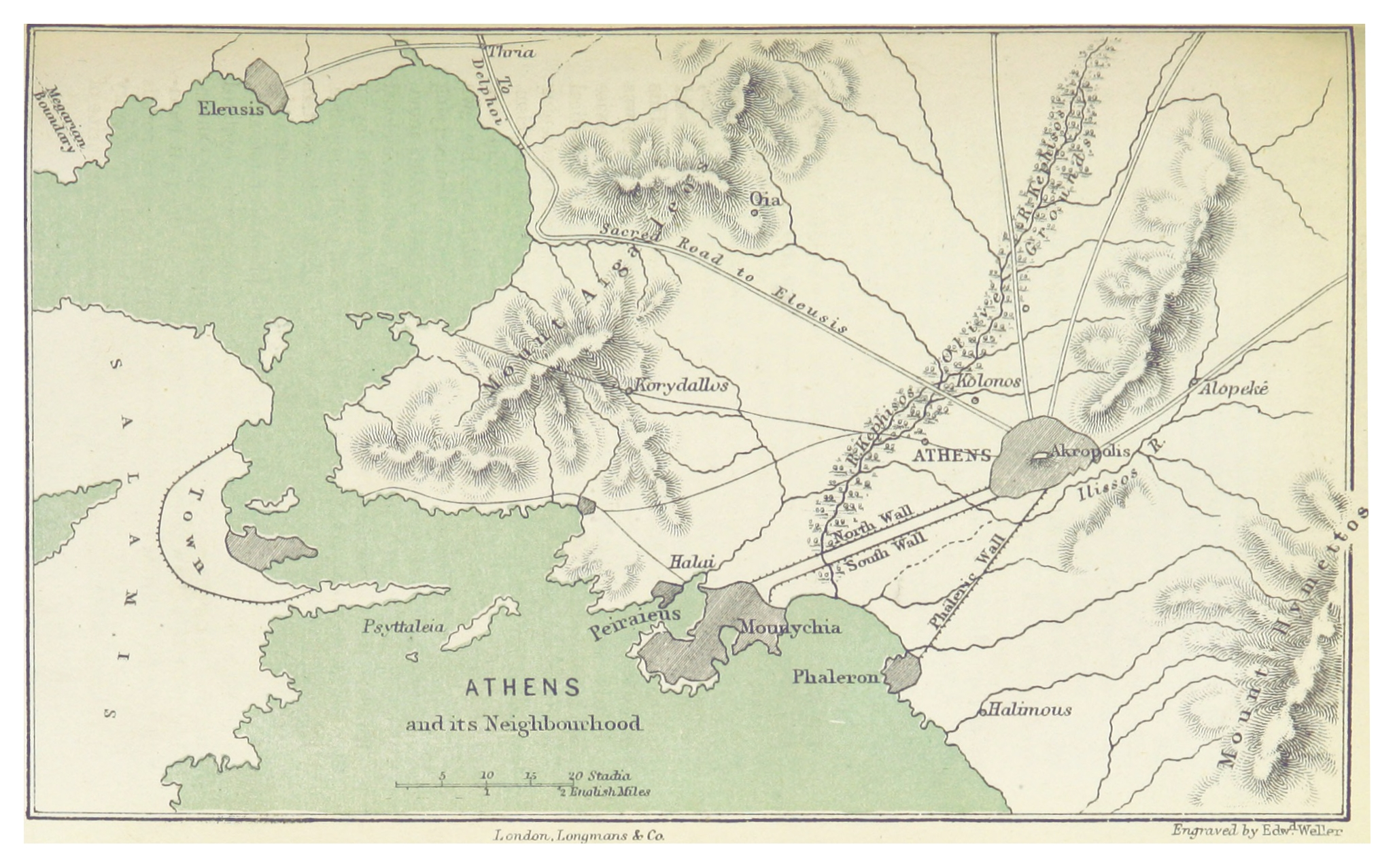
Карта окрестностей Древних Афин

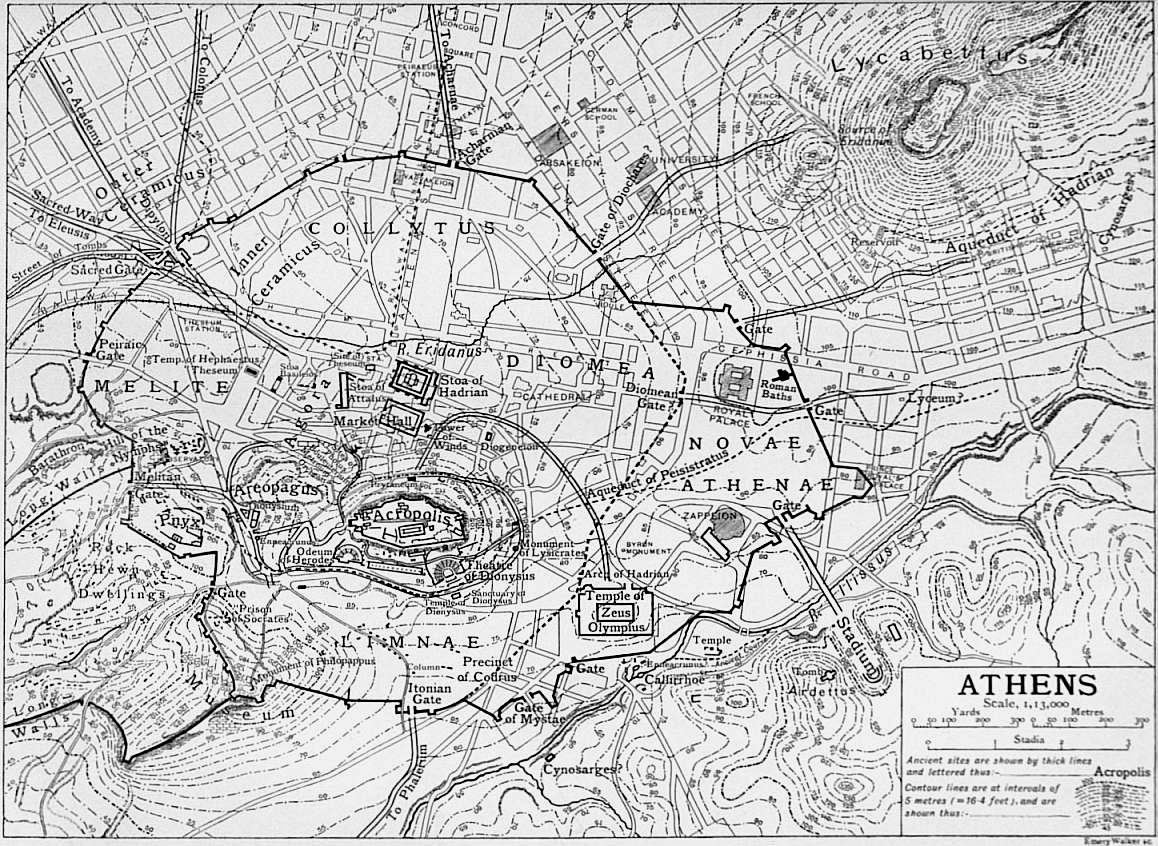
Карта Афин 1911 года

Место, где стоят Афины, было впервые заселено в эпоху неолита, возможно, как защищенное поселение на вершине Акрополя («высокий город»), примерно в конце четвертого тысячелетия до нашей эры или немного позже. Акрополь это естественная оборонительная позиция, господствующая над окружающими равнинами. Поселение находилось примерно в 20 км от Саронического залива, в центре Афинской равнины, плодородной долины, окруженной реками. На востоке лежит гора Имитос, а на севере гора Пенделикон.
Древние Афины в первом тысячелетии до нашей эры занимали очень небольшую площадь по сравнению с обширной столицей современной Греции. Город, был окружен оборонительными стенами, занимал площадь около 2 км (1 мили) с востока на запад и немного меньше, чем с севера на юг, хотя на своем пике могущества древний город имел пригороды, простирающиеся далеко за оборонительные стены. Акрополь был расположен к югу от центра этого окруженного стеной района.
Агора, коммерческий и социальный центр города, лежала примерно в 400 м к северу от Акрополя, в том месте, где сейчас находится район Монастираки. Холм Пникс, где собиралось Афинское собрание, находился в западной части города. Через город протекала река Эридан (Ηριδανός).
Одним из самых важных религиозных объектов в древних Афинах был храм Афины, известный сегодня как Парфенон, который стоял на вершине Акрополя, где до можно видеть его грандиозные руины. Два других крупных религиозных объекта, Храм Гефеста (который все еще в значительной степени нетронут) и Храм Зевса Олимпийского (когда-то самый большой храм в материковой Греции, но теперь в руинах), также находились в пределах городских стен.
Согласно Фукидиду, число афинских граждан в начале Пелопоннесской войны (V век до н. э.) насчитывало 40 000 человек, что вместе с их семьями составляло в общей сложности 140 000 человек. Метэки, то есть те, кто не имел гражданских прав и платил за право проживать в Афинах, насчитывали 70 000 человек, в то время как рабов насчитывалось от 150 000 до 400 000. Таким образом, примерно десятую часть населения составляли взрослые граждане мужского пола, имеющие право собираться и голосовать на народном собрании, а также быть избранными на высокую должность. После завоеваний Александра Македонского в IV веке до нашей эры население города начало уменьшаться, поскольку греки мигрировали в эллинистические империи на востоке.

## Античность

### Происхождение и ранняя история
Афины были заселены со времен неолита, возможно, с конца 4-го тысячелетия до нашей эры, или почти 5000 лет назад. К 1412 году до нашей эры поселение стало важным центром Микенской цивилизации, а Акрополь стал местом расположения крупной микенской крепости, остатки которой можно узнать по характерным участкам циклопической кладки стен. На вершине Акрополя, под более поздним Эрехтейоном, вырубки в скале были идентифицированы как место расположения микенского дворца. Между 1250 и 1200 годами до нашей эры, чтобы удовлетворить потребности микенского поселения, в расщелине скалы была создана лестница ведущая к водопроводу защищенному от вторжений противника, что сравнимо с аналогичными работами проводимыми в Микенах.
В отличие от других микенских центров, таких как Микены и Пилос, неясно, подверглись ли Афины разрушению примерно в 1200 году до нашей эры, событие, традиционно приписываемое вторжению дорийцев (хотя теперь обычно приписывают системный коллапс, как часть катастрофы бронзового века). Афиняне всегда утверждали, что они были «чистыми» ионийцами без какого-либо дорийского элемента. Однако Афины, как и многие другие поселения бронзового века, переживали экономический упадок в течение примерно 150 лет после этого.
Погребения железного века в Керамике и других местах часто бывают богато украшены и свидетельствуют о том, что начиная с 900 года до нашей эры Афины были одним из ведущих центров торговли и процветания в регионе, как и Лефканди в Эвбее и Кносс на Крите. Это вполне могло быть результатом его центрального положения в греческом мире, его надежной крепости на Акрополе и его выхода к морю, что давало ему естественное преимущество перед внутренними соперниками, такими как Фивы и Спарта.
Согласно легенде, Афины ранее управлялись царями (см. цари Афин), и эта ситуация, возможно, продолжалась вплоть до IX-го века до нашей эры. Из более поздних свидетельств следует, что эти цари стояли во главе землевладельческой аристократии, известной как Евпатриды («благородные»), чьим орудием управления был совет, собиравшийся на холме Ареса, называемый Ареопагом и назначавший главных городских чиновников, архонтов и полемарха (главнокомандующего). При этом, судя по всему, если опираться на свидетельства Аристотеля, царская власть в Афинах не была абсолютной, а была ограничена полемархом и архонтами. Первый брал на себя руководство военным делом, так как далеко не все цари могли эффективно управлять армией, последние также ограничивали своеволие верховного правителя.
В этот период Афинам удалось подчинить своей власти и другие города Аттики. Предположительно, древняя Аттика представляла собой совокупность нескольких общин, в каждой из которых был свой царь. Существует легенда о царе Афин Тесее, который силой объединил разрозненные общины и установил централизованную власть накануне Троянской войны. Кроме того, по свидетельству Плутарха, Тесей, чтобы укрепить единство вновь образованного единого государства, впервые разделил его на сословия. Высшее сословие участвовало в управлении государством, ведало делами культа и занималось трактованием законов. Далее шло сословие мелких землевладельцев, затем — ремесленников. Этот процесс синойкизма — объединение общин в город — создал самое большое и богатое государство на материковой части Греции, но этот процесс также создал более широкий класс людей, исключенных из политической жизни знатью. 

### Аристократия и олигархия
В последующие два столетия, в IX - VIII вв. до н.э., с развитием социальных отношений и в условиях отсутствия масштабных военных конфликтов царская власть теряла свою силу. Вокруг царей образовывался круг избранных людей, аристократов, являвшихся архонтами и состоявших в ареопаге, который постепенно трансформировался в замкнутую олигархическую структуру, отдельное сословие. Эти люди первоначально были советниками правителя, а также решали насущные вопросы подобно магистратам. Однако постепенно они завоёвывали всё больший авторитет и политическое влияние. По мере усиления этой аристократии, царь постепенно всё больше ограничивался в своих правах. Он уже не мог принимать законы без санкции на то его советников, затем и вовсе был ограничен срок его правления, а наследование трона было заменено выборами. Таким образом, монархическая форма государства была постепенно упразднена, а на смену ей пришла аристократическая республика. Если первоначально принадлежность к управленческому слою определялась благородностью рода, члены которого нередко имели связь с бывшими царскими династиями, то впоследствии, с ростом афинской экономики, который позволил обогащаться не только владельцам земли, которыми являлись в своём большинстве правящие аристократы, но и другим афинянам, которые не были потомственными землевладельцами, политическое влияние человека стало всё больше определяться именно его зажиточностью, так как зажиточный гражданин мало чем отличался от аристократа, кроме благородности своего рода. Таким образом, в Афинах сложился умеренно олигархический строй (если опираться на классификацию Аристотеля). К власти стали допускаться люди, обладавшие определённым имущественным цензом.
К VII веку до нашей эры социальные волнения стали широко распространены. Это было вызвано сильным имущественным расслоением и узурпацией власти богатыми слоями афинского общества, которые управляли государством, исходя из своих личных интересов. После неудачной попытки государственного переворота, организованного Килоном, ареопаг назначил Драконта, одного из архонтов, занимавшего должность фесмофета (архонта, занимавшегося законодательством) разработать новый кодекс законов и усовершенствовать уже имевшиеся нормы. На основе уже существовавших норм обычного права, а также внеся свои дополнения, он составил новый, отличавшийся особой строгостью, кодекс законов (отсюда и слово «драконовский»). При этом, политический строй, утверждённый Драконтом, ничем не отличался от уже существовавшего, была просто зафиксирована норма правового обычая, так как допуск к участию в политике по-прежнему определялся имущественным цензом. Несмотря на то что во многом драконовские законы действительно содержали излишне строгие нормы, с помощью них ограничивались и некоторые архаические пережитки, например, кровная месть. Однако вражда между различными слоями общества на этом не прекратилась, так как, по сути, законы Драконта стали всего лишь кодификацией и так существовавших норм. Более того, возмущение афинского народа правившим тогда аристократическим родом Алкмеонидов только усиливалось. Оно подогревалось и военными неудачами тех лет, хотя, например, в Священной войне афиняне под руководством Алкмеона победили. Афинское общество всё так же оставалось расколото на три части: бедные выступали за демократию, богатые — за текущее положение дел, а люди среднего достатка — за смешение двух этих форм правления.
Тогда ареопаг назначил законодателем Солона. В предшествующих событиях он активно выступал против Алкмеонидов, зарекомендовал себя как порядочного и нравственного человека, не вовлечённого в олигархические смуты. Именно поэтому он представлялся идеальной кандидатурой для создания новых законов и был избран в 594 году до н. э.).

### Реформы и демократия

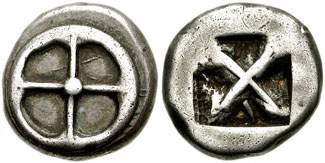
Афинская драхма, 545—510 до н. э.

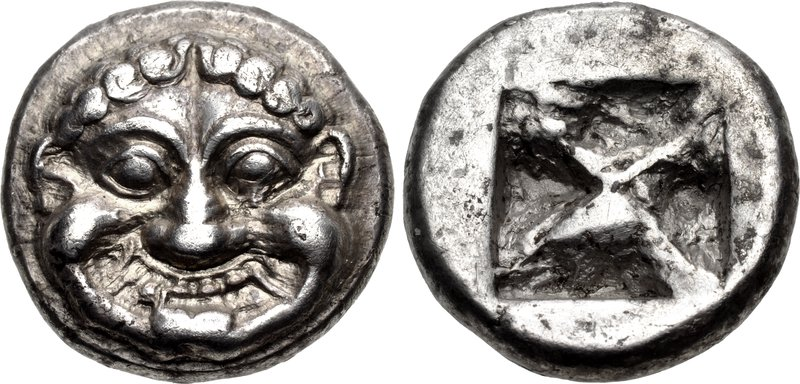
Афинский оболь, 545—525 гг. до н. э.

Реформы, начатые Солоном, касались как политических, так и экономических вопросов. Экономическая мощь эвпатридов была уменьшена путем запрета порабощения афинских граждан в качестве наказания за долги (долговая кабала), путем разрушения крупных земельных владений и освобождения торговли и коммерции, что позволило создать процветающий городской торговый класс. Для того чтобы предотвратить концентрацию земельных владений в руках немногих, Солон установил максимально возможный размер земельных владений. Кроме того, путём ограничения экспорта он добился снижения цен.
Политически, Солон разделил афинян на четыре класса, основываясь на их богатстве и их способности выполнять военную службу. При этом, богатство измерялось исключительно по размеру доходов, получаемых с земельных владений, что в целом делало сословную систему Солона справедливее, так как во многом сохраняло, с одной стороны, аристократический оттенок в характере назначения высших чинов, а с другой, ограничивало влияние купцов и ростовщиков, то есть препятствовало олигархизации власти. Самый бедный класс, Тетаи (древнегреческие Θήται), которые составляли большинство населения, впервые получили политические права и смогли проголосовать в Экклесии (ассамблее). Но только высшие классы могли занимать политические должности. Ареопаг продолжал существовать, но его полномочия были уменьшены. Высшим органом управления в Афинах стал Совет четырёхсот, в который входили все сословия, кроме беднейшего. Чтобы предотвратить произвол членов Совета четырёхсот, Солон как раз оставил ареопаг, члены которого ведали судебными делами в отношении самых тяжких преступлений, могли штрафовать чиновников, а также следили за чистотой нравов, препятствуя разлагающим нововведениям, которые могли осуществить члены вновь образованных органов власти.

### Тирания Писистратидов
Новая система заложила основы для того, что в итоге стало афинской демократией, но в краткосрочной перспективе она не смогла подавить классовый конфликт. Солон понимал, что для установления нового строя должно пройти больше времени, однако почти сразу после того, как он покинул Афины, чтобы следить за их трансформацией со стороны, начались беспорядки. В течение десяти лет после того, как Солон удалился из Афин, гражданам не удавалось избрать нового архонта, что создавало сильнейшую политическую нестабильность, приближавшуюся к анархии. Затем, когда архонтом всё же удалось избрать Дамасия, тот почти сумел установить тиранию, но был свергнут. В итоге, через год, афинянам всё уже удалось избрать 12 архонтов из менее знатных слоёв, однако нестабильная верховная власть была не единственной проблемой. Законы Солона не решили проблему раскола афинского общества: в нём всё также чётко разделялись сторонники крайней демократии и восстановления олигархии. И после двадцати лет беспорядков, партия диакриев, являвшихся самым бедным слоем, выступавшим за крайнюю демократию, была возглавлена Писистратом, который решил воспользоваться готовностью бедняков к радикальным действиям. Она и захватила власть (в 541 году до н. э.). Писистратоса обычно называют тираном, но греческое слово tyrannos не означает жестокого и деспотичного правителя, а просто того, кто пришел к власти силой. Писистрат на самом деле был очень популярным правителем, который сделал Афины богатым, могущественным и культурным центром. Он сохранил конституцию Солона, но Писистрат также позаботился о том, чтобы он и его семья занимали все государственные должности.

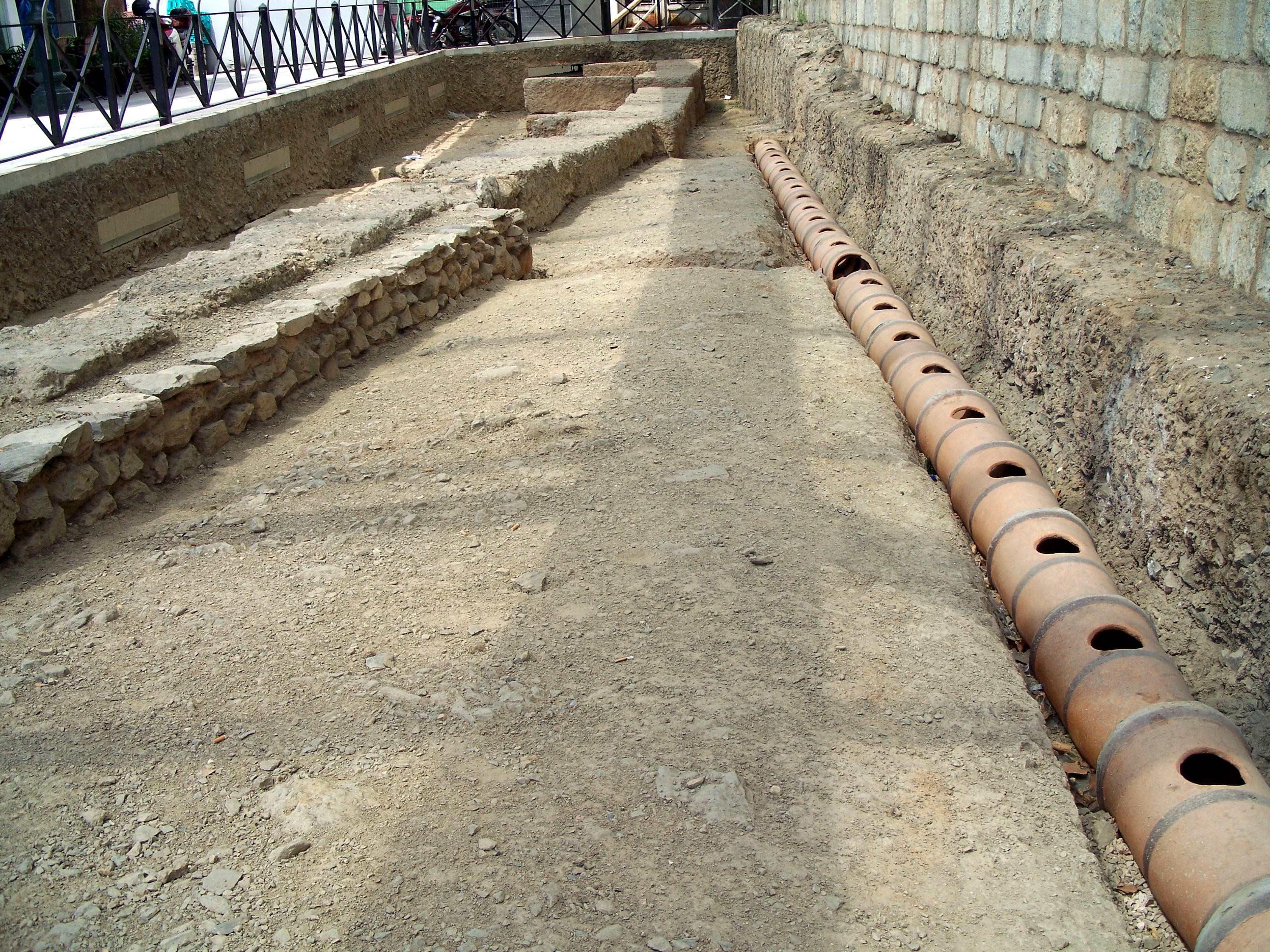
Часть водопровода, построенного Писистратом, раскопана во время строительства афинского метро на площади Синтагматос

Писистрат построил первый водопровод в Афинах, который, скорее всего, брал свою воду на склонах горы Имитос и вдоль реки Илисос. У него было несколько ветвей и он снабжал, помимо других сооружений, фонтанный дом в юго-восточном углу Агоры. В IV веке до нашей эры его заменили системой терракотовых труб в каменном подземном канале, который иногда называют водопроводдом Химеттос; многие секции имели круглые, овальные или квадратные отверстия для доступа сверху примерно 10 см × 10 см (4 дюйма × 4 дюйма). Сегменты труб этой системы можно видеть на станциях афинского метро Еванглисмос и Синтагма. При нём Афины добились больших внешнеполитических успехов: распространили своё влияние на ряд островов Эгейского моря, укрепились на обоих берегах Геллеспонта. Афины разрослись, украсились новыми зданиями и статуями. По указу Писистрата началось возведение грандиозного храма Зевса, были построены храм Афины и святилище Аполлона Пифийского. Это стало возможным благодаря налоговой политике Писистрата: взимая с афинян, по одним свидетельствам, 10%, а по другим — 20% доходов, он направлял эти деньги в строительство и развитие армии. В правление Писистрата и его сыновей приглашались ко двору лучшие поэты.

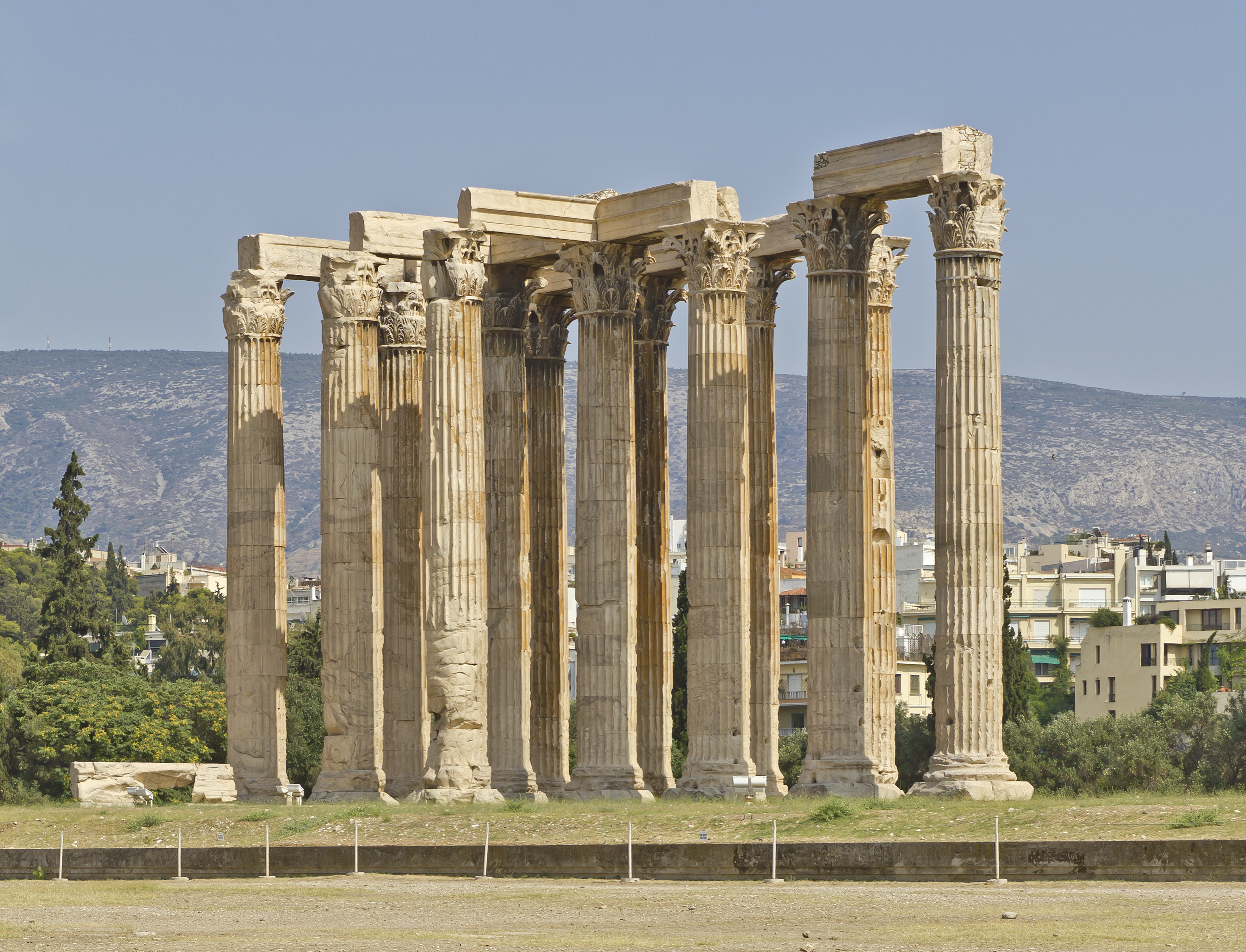
Руины храма Зевса Олимпийского, задуманного сыновьями Писистрата

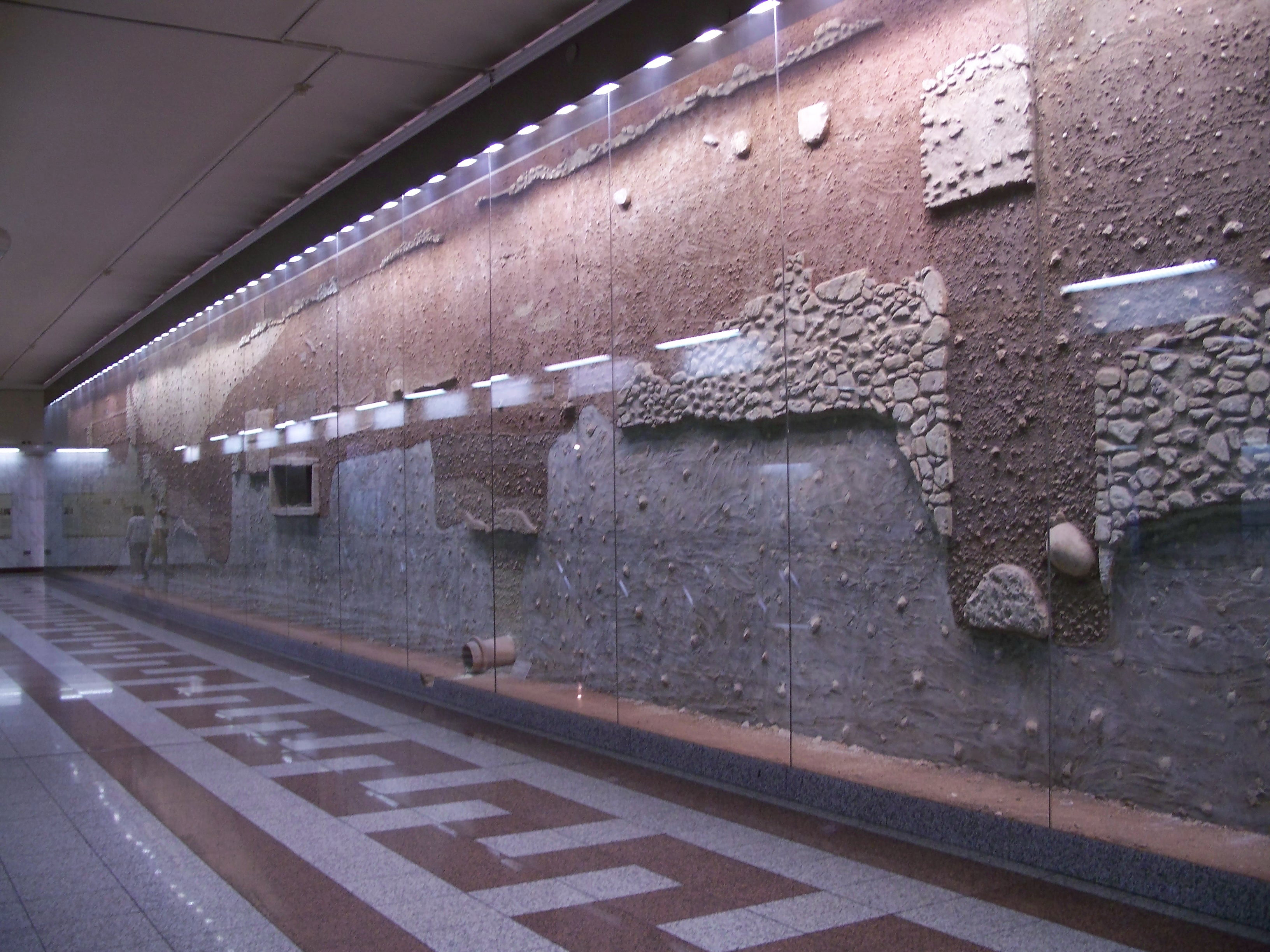
Древняя стратиграфия Афин, выставленная на станции Синтагма

Писистрат умер в 527 году до нашей эры, и ему наследовали его сыновья Гиппий и Гиппарх. Они оказались гораздо менее искусными правителями, хотя Гиппий и пытался следовать примеру отца. Но в 514 году до нашей эры Гиппарх был убит заговорщиками (см. Гармодий и Аристогитон). Это привело Гиппия к установлению настоящей тирании, которая оказалась весьма непопулярной. Он был свергнут в 510 году до нашей эры. Попытка родовой знати захватить власть вызвала в 508 году до н. э. восстание демоса, возглавленное Клисфеном. Затем к после прихода к власти, Клисфен, который был аристократического происхождения из рода Алкмеонидов, начал проводить реформы и именно он установил демократию в Афинах.

### Реформы Клисфена
Реформы Клисфена уничтожили традиционное деление Афин на четыре территориально-родовых округа — филы, бывшее опорой влияния родовой знати и её группировок. Основой деления стала «деревня» — дем; демы объединялись в 30 триттий, а триттии — в 10 новых фил, нарезанных произвольно и не имевших сплошной территории. Первоначальное число демов Геродот определяет во 100; потом их число увеличивалось. Демы названы были или по именам занимаемых местностей, или по их мифическим основателям, или, наконец, по знатным родам, обитавшим в том или другом деме (например дем Филаидов). Афинянин теперь становился членом гражданского коллектива не через принадлежность к роду, а через принадлежность к дему; в своем деме он по достижении совершеннолетия (18 лет) вносился в гражданские списки. В официальных документах он именовался по названию дема (например: Деметрий из Алопеки); как полагают, Клисфен стремился, чтобы это наименование вытеснило традиционные отчества. Жители одного дема были равны в тех своих правах, которые касались именно его внутренних дел. Внутри демов осуществлялось местное самоуправление, граждане сами решали вопросы локального характера. Так как интересы этих отдельных административных единиц могли вызвать распри на нижних уровнях управления, Клисфен выстроил иерархию из демов, триттиев и фил. Впрочем, наименование дема быстро утратило связь с фактическим местожительством и напоминало лишь, к какому дему были приписаны его предки при Клисфене. Каждый из филов избирал по пятьдесят членов в Буле (совет), который ежедневно управлял Афинами. Собрание было открыто для всех граждан и являлось одновременно законодательным органом и верховным судом, за исключением случаев убийства и религиозных вопросов, которые стали единственными оставшимися функциями ареопага.
Нововведения Клисфена значительно поспособствовали демократизации афинской политической системы. Так, он расширил круг граждан, даровав гражданство рабам-вольноотпущенникам, а также определённой группе метэков. Увеличение числа фил означало и увеличение количества членов Совета, что тоже делало этот институт более демократическим. Кроме того, было введено ежедневное избрание главы Совета по жребию.
Вообще, в это время значительно усилился народный совет. Он не только начал собираться регулярно и часто, но и получил новые функции. В частности, при нём был создан особый судебный орган (т.н. «суд черепков»), который принимал решение об изгнании из полиса граждан, подозревавшихся в стремлении подорвать существующий государственный строй, которыми часто оказывались сторонники тирании. Фактически, так была институционализирована практика остракизма. Данный инструмент в дальнейшем широко использовался в политической борьбе. При этом, в процессе принятия решения соблюдалась тайна голосования: граждане не поднимали руки, а писали имя того, кого хотят изгнать, на черепках.
Большинство государственных должностей было занято по жребию, хотя десять стратегов (генералов) избирались. Эта система оставалась на удивление стабильной и, с небольшими перерывами, существовала в течение 170 лет, пока Филипп II Македонский не победил Афины и Фивы в битве при Херонее в 338 году до нашей эры.
Безусловно, такие меры, явно ослаблявшие позиции аристократов и олигархов, не могли не вызвать их сопротивления. Более того, глава сторонников аристократии Исагор даже вступил в союз с олигархическим спартанским правителем Клеоменом, который совершил поход на Афины, в том числе с целью ликвидации враждебного ему политического режима. Однако попытка установить в Афинах олигархию провалилась, Клеомен был изгнан, а демократы возвратились в полис.

### Древние Афины

#### Ранняя Афинская военная история и персидские войны
До возвышения Афин Спарта считала себя лидером среди греков, или гегемоном. В 499 году до нашей эры Афины послали войска на помощь ионийским грекам Анатолии, которые восстали против Персидской империи (см. Ионийское восстание). Это спровоцировало два персидских вторжения в Грецию. В 490 году до нашей эры афиняне во главе с государственным деятелем и воином Мильтиадом разгромили первое вторжение персов при Дарии I в битве при Марафоне.

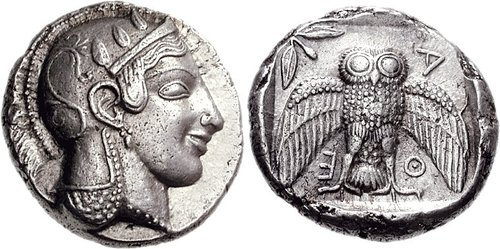
Афинская декадрахма, 467—465 гг. до н. э. Памятный выпуск, демонстрирующий афинское военное могущество.
Аверс: Голова Афины в аттическом шлеме с гребнем.
Реверс: Сова стоит лицом к ΑΘΕ (ΑΘΗΝΑΙΩΝ — афинянам).

В 480 году до нашей эры персы вернулись под предводительством сына Дария Ксеркса. Когда небольшая греческая армия потерпела поражение при Фермопилах, персы приступили к захвату Афин, чьи жители заблаговременно покинули город до прибытия персов. Афины были дважды захвачены и разграблены персами в течение одного года после Фермопил. В 1960 году была найдена и опубликована табличка с декретами Фемистокла. Её содержание во многом совпадает с записями античных классиков. В ней говорится о мобилизации всего мужского населения, об эвакуации женщин, стариков и детей на остров Саламин и на Трезен, о возвращении изгнанных из Афин граждан для общей борьбы. Впоследствии афиняне во главе с Фемистоклом вместе со своими союзниками вступили в бой с превосходящими силами персидского флота в битве при Саламине и разгромили персов, что стало поворотным моментом во всей войне.
В 479 году до нашей эры афиняне и спартанцы вместе со своими союзниками окончательно разгромили персидскую армию в битве при Платеях. Затем Афины перенесли войну в Малую Азию. Эти победы позволили городу объединить большую часть Эгейского моря и многие другие части Греции в Делосский союз, в котором доминировали Афины.
В это время Афины вступили в период наибольшего подъёма. Пирей (гавань Афин) стал местом скрещения торговых путей многих стран древнего мира. На базе развитого ремесла, торговли и мореплавания, в обстановке острой борьбы между олигархическим (возглавляемыми Аристидом, затем Кимоном) и демократическим (возглавляемыми Фемистоклом, позже Эфиальтом и Периклом) группировками в Афинах окончательно утвердился наиболее прогрессивный для того времени государственный строй античной рабовладельческой демократии — Афинской демократии, что достигла наивысшего расцвета в эпоху фактического правления Перикла (стратег в 444/443 — 429 годы до н. э). Верховная власть на практике перешла к Народному собранию, все остальные органы им подчинялись, судопроизводство осуществлялось в суде присяжных — гелиэе — избиравшихся из граждан по жребию. Ареопаг как оплот консервативного духа был, с подачи Перикла, лишён всех своих функций, которые могли бы усилить его политический вес. Он больше не мог выносить судебные решения, был лишён права вето на принимавшиеся законы, которое было передано присяжным. За выполнение государственных обязанностей после избрания устанавливалось вознаграждение из казны, что открывало реальную возможность политической деятельности и перед малообеспеченными гражданами. При этом, была несколько усилена регуляция количества новых граждан — отныне таковыми могли стать лишь те, у кого и мать, и отец были афинянами. Был установлен также теорикон — выдача денег гражданам на посещение театра. Увеличенные расходы на все это покрывались за счет налога — фороса, который должны были регулярно выплачивать союзные города, входившие в архе. 
Возвышению Афин способствовало и то, что благодаря усилиям Фемистокла был создан мощный афинский флот. До этого Афины не были полноценной морской державой, живя в основном сухопутными промыслами. Фемистокл, будучи не просто незнатным человеком, но незаконнорожденным, сумел снискать доверие афинян, которые согласились перенаправить значительную часть доходов полиса на строительство и перевооружение флота. Тогда же был введён обязательный налог на богатых, литургия, для этой же цели. Афинские консервативные круги сопротивлялись таким радикальным изменениям, однако Фемистоклу удалось довести дело до конца. Впоследствии вновь построенный афинский флот одержал победы в Саламинской битве и других морских сражениях.
Гегемонию Афин подготовил и Каллиев мир между персами и афинским союзом, заключённый в 448 году. Среди его условий в том числе содержались положения о праве греков, проживавших на территории Малой Азии, на автономию и защиту со стороны Греции, запрет персидским кораблям приближаться к эллинским берегам и др. С другой стороны, и греки обязывались не вмешиваться во внутренние дела ряда малоазийских государств.

#### Афинская гегемония
На вторую половину V века до н. э. приходится период величайшего культурного расцвета Афин — так называемый золотой век Перикла. В Афинах жили и творили выдающиеся ученые, художники и поэты, в частности историк Геродот, философ Анаксагор, скульптор Фидий, поэты Эсхил, Софокл, Еврипид, сатирик Аристофан. Политическому и судебному красноречию афинян подражали ораторы всех греческих городов. Язык афинских писателей — аттический диалект — получил повсеместное распространение, стал литературным языком всех эллинов. В Афинах велось огромное строительство: по системе Гипподама Пирей перестроен и соединен так называемыми длинными стенами с городскими укреплениями в единое оборонительное укрепление, было завершено строительство основных сооружений, составивших ансамбль Афинского акрополя — шедевра мировой архитектуры. Храм Парфенон (построен в 447—438 до н. э. архитекторами Иктином и Калликратом), статуи работы Фидия и другие произведения афинского изобразительного искусства V века служили образцами для многих поколений художников последующих веков.
В военном отношении Афины возглавляли афинский союз, который ряд учёных называет даже афинской империей. При этом, их гегемония была во многом обеспечена экономической зависимостью от них большинства государств, которые вместо предоставления вооружения выбрали уплату взносов в союзную казну. Кроме того, сама эта казна, находившаяся первоначально в Дельфах, была перенесена в Афины под предлогом соображений безопасности. Это означало, что отныне казной союза ведали именно Афины, что свидетельствовало об их неоспоримом господстве в Элладе. При этом, именно взносы союзников стали источниками уплаты жалованья государственным служащим, которое учредил Перикл. Эти же средства во многом шли и на привлечение в полис деятелей культуры, постройку монументальных зданий. Наконец, ещё одним экономическим фактором, скрепившим положение Афин, была унификация денежной системы — отныне на территории союза ходила только монета афинского образца.  
За несколько лет Афины смогли увеличить число союзников, платящих дань. При этом, в ряде стратегически важных государств афиняне стремились установить лояльную им власть.

#### Пелопоннесская война
Недовольство других городов гегемонией Афин привело к Пелопоннесской войне, которая началась в 431 году до нашей эры и столкнула Афины и их все более мятежную заморскую империю с коалицией сухопутных государств во главе со Спартой. Конфликт закончился победой Спарты и окончанием Афинского господства на море.

#### Переворот Четырёхсот

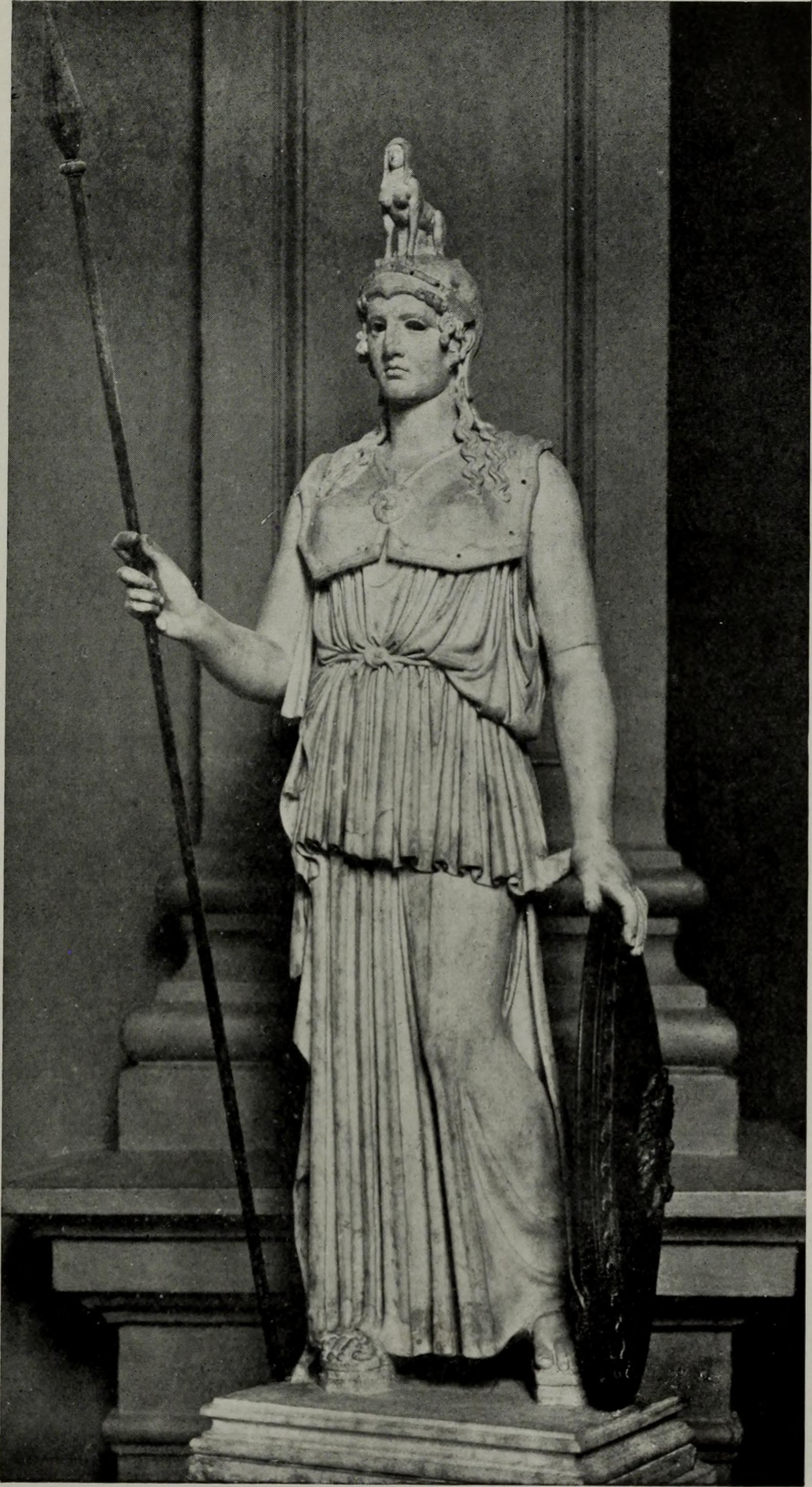
Маленькая копия статуи Афины Парфенос, в Мадриде

Из-за плохого управления во время войны демократия в Афинах была ненадолго свергнута в результате переворота в 411 году до нашей эры, однако она была быстро восстановлена. Пелопоннесская война закончилась в 404 году до нашей эры полным поражением Афин. Поскольку в проигрыше войны в основном виноваты были демократические политики, такие как Клеон и Клеофонт, последовала короткая реакция против демократии, поддержанная спартанской армией (см. Тридцать тиранов). В 403 году до нашей эры демократия была восстановлена Фрасибулом и была объявлена амнистия.

#### Коринфская Война и вторая Афинская Лига
Бывшие союзники Спарты вскоре обратились против нее из-за ее империалистической политики, и вскоре бывшие враги Афин Фивы и Коринф стали ее союзниками; они сражались вместе с Афинами и Аргосом против Спарты в нерешительной Коринфской войне (395—387 гг. до н. э.). Противостояние Спарте позволило Афинам создать Второй Афинский морской союз.
Наконец, в 371 году до нашей эры в битве при Левктрахе Фивы победили Спарту. Но затем греческие полисы (включая Афины и Спарту) обратились против Фив, чье растущее господство было остановлено в битве при Мантинее, где погиб ее гениальный полководец Эпаминонд.

#### Афины и возвышение Македонии
Однако к середине IV века до нашей эры северное греческое царство Македония стало доминировать в афинских делах. Возвышение Македонии под началом Филиппа Македонского породило политическую нестабильность внутри Афин. С одной стороны, это была вражда между различными политическими устройствами: демократией и монархией. При этом, образованные афинские граждане в это же время активно критиковали существовавший афинский строй, испытывая явные симпатии к царской власти. Идейный раскол углублялся и в связи с видимыми успехами царской Македонии, которая действовала гораздо энергичнее из-за концентрации полномочий в одних руках.
Начиная с 357 года до н.э., афиняне вступили в открытое военное противостояние с Македонией, после того как Филипп захватил Амфиполис и Пидну, нарушив тем самым договорённости с афинянами. Практически сразу распался второй Афинский союз, так как Спарта уже была побеждена, а Афины, тем временем, вновь попытались добиться в нём гегемонии, как во времена первого Союза. Таким образом, Афинскому государству пришлось соперничать с Македонией в одиночку. Кроме того, уже через год, в 356 году, вспыхнула Третья священная война, в которую также оказались втянуты и Афины. Пользуясь неблагоприятной ситуацией на территории почти всего греческого мира, Филипп начал предпринимать попытки усилить здесь своё влияние. Пока Афины были погружены в другой конфликт, он напал на Олинф, греческую колонию во Фракии. Несмотря на усилия афинского государства, полис был взят и разрушен, а эгейское побережье перешло под контроль Македонии.
Дальнейшие военные действия были обременительны для обеих сторон, и поэтому в 346 году до н.э. был заключён Филократов мир, закрепивший завоевания Македонии. Однако македонский царь не оставил попыток установить прямое влияние в Греции, а потому грозил войной неразвитой области Греции Фокиде, так как её территории не подпадали под условия мира. Понимая безвыходность своего положения, Фокида капитулировала. Одним из условий её капитуляции была передача голоса фокидян в союзе греческих областей Амфиоктии македонскому царю, что означало получение им прямого рычага влияния на внутригреческие дела.
Перемирие между Афинами и македонским царством не могло быть долгим и устойчивым. Внутри Афин нарастало противоречие между сторонниками и противниками македонской гегемонии. Ярым противником Македонии был оратор Демосфен, который понимал, что это государство представляет прямую угрозу для афинского государственного строя, демократии, сторонником которой он был. Однако промакедонская партия была крайне влиятельной: она состояла из богачей и интеллектуалов. В частности, известный оратор Исократ даже писал обращения к Филиппу, призывая его объединить Грецию под своим началом, чтобы в Элладе прекратились междоусобицы. Не был удовлетворён Филократовым миром и сам Филипп Македонский, стремившийся к полной гегемонии на данной территории. Поэтому в 340 году до н.э. он выдвинулся походом против Византия через античный город Перинф. Это дало все основания афинянам разорвать мирный договор и вновь начать открытое противостояние. На этом этапе Афинам удалось отстоять представлявшие геополитический интерес территории не только для них, но и для всей Эллады. В этом им в том числе помогла Персия, давний противник, для которой усиление Македонии тоже было угрозой. Таким образом, в 340 году кампания Македонского оказалась неудачной.
В 339 году до н.э. Филиппу представилась новая возможность усилить своё влияние внутри центральной Греции. В это время вспыхнула очередная Священная война между членами амфиоктии и обвинёнными в святотатстве амфиссцами, которые подвергли обработке запрещённые к этому священные дельфийские земли. Так как Македонский ранее получил право голоса в амфиоктии, он мог непосредственно вмешаться в этот процесс. При этом, он повлиял непосредственно на сам факт объявления этой войны, так как на совете амфиоктии присутствовал как представитель Афин Эсхин, бывший сторонником промакедонской партии. Он также выступил за объявление Священной войны против нарушителей. На должность военачальника союзной армии был призван сам Филипп. Перед тем как захватить саму Амфису, он занял важнейший город Фокиды Элатею. Это вызвало смятение в Афинах, по решению экклесии был заключён союз с Фивами (их Македонский также пытался склонить на свою сторону). К Афинам присоединился и ряд других влиятельных полисов, таких как Коринф, Мегары и др.
В битве при Херонее в 338 году войска Филиппа II разгромили союз некоторых греческих полисов, включая Афины и Фивы, вынудив их объединиться в Коринфский союз и фактически ограничив независимость Афин. Филиппид Паянский, один из самых богатых афинских аристократических олигархов, проводил кампанию за Филиппа II во время битвы при Херонее и предлагал в Ассамблее указы в честь Александра Македонского за победу Македонии. Филиппид преследовался в судебном порядке Гиперидом, который ненавидел его про-македонские симпатии. Итогом битвы при Херонее стал Демадов мир. По его условиям Македония получала территории Херсонеса Фракийского, а проигравшие Афины - Орон, что было весьма благожелательным жестом со стороны Филиппа Македонского. Кроме того, безвозмездно были отпущены пленные афиняне. Такой шаг со стороны царя Македонии поднял его популярность в Афинах, усилил промакедонскую партию. Именно битва при Херонее предопределила потерю Афинами геополитического превосходства на территории Греции.
Впоследствии, завоевания Александра Македонского расширили греческие горизонты и сделали традиционный греческий город-государство устаревшим. Афины оставались богатым городом с блестящей культурной жизнью, но перестали быть ведущей державой, вступив в новую, эллинистическую эпоху.

#### Художники и философы

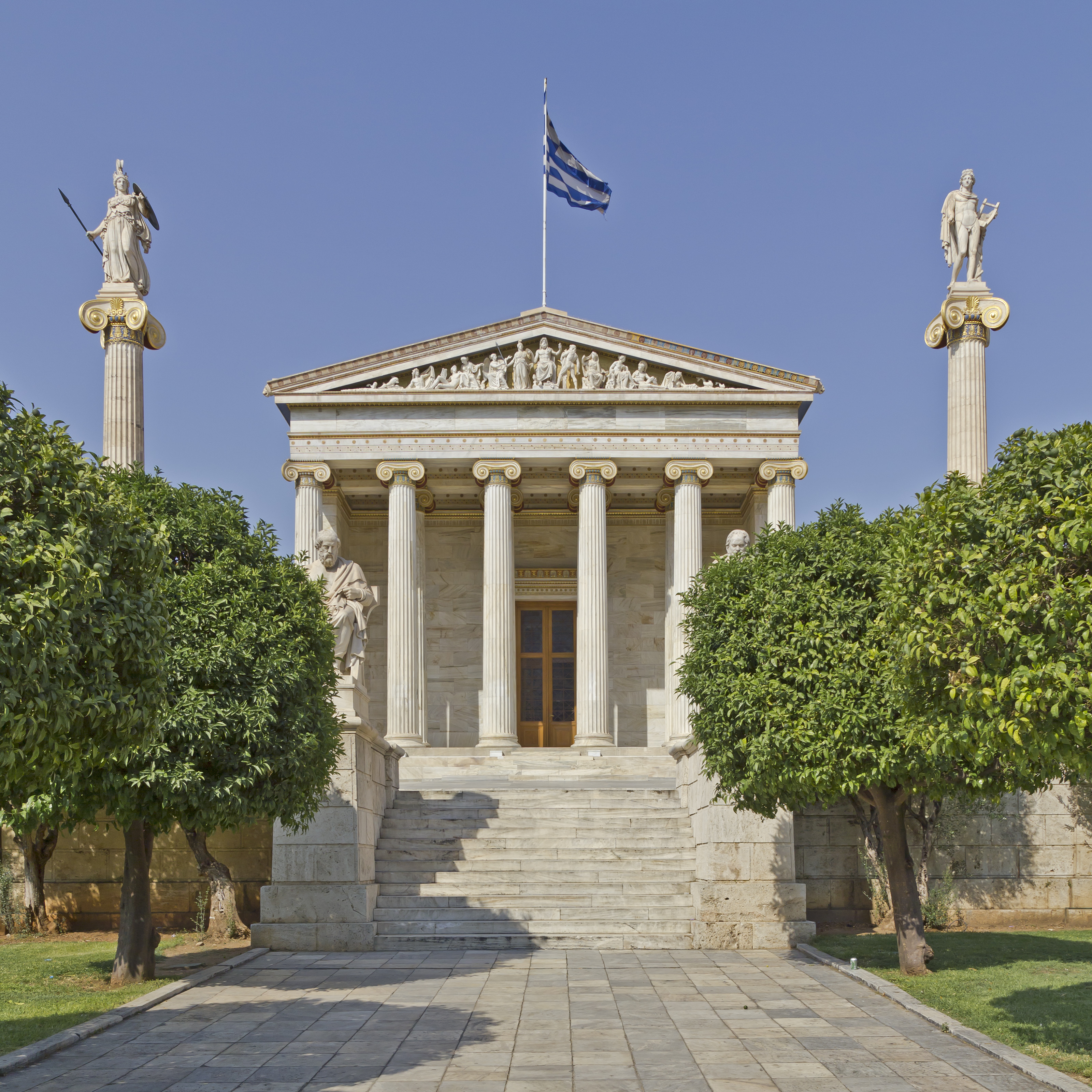
Современная Афинская академия с Аполлоном и Афиной на колоннах и Сократом и Платоном, сидящими впереди

Период от окончания греко-персидских войн до македонского завоевания ознаменовал зенит Афин как центр литературы, философии (греческая философия) и искусства (греческий театр). В Афинах в это время политическая сатира комических поэтов в театрах оказала заметное влияние на общественное мнение.
Некоторые из наиболее важных фигур западной культурной и интеллектуальной истории жили в Афинах в этот период: драматурги Эсхил, Софокл, Еврипид и Аристофан, врач Гиппократ, философы Сократ, Платон и Аристотель, историки Геродот, Фукидид и Ксенофонт, поэт Симонид, ораторы Антифон, Исократ, Эсхин и Демосфен, скульптор Фидий. Ведущим государственным деятелем середины V века до нашей эры был Перикл, который использовал дань, уплаченную членами второго Делосского союза, для строительства Парфенона и других великих памятников классических Афин. Город стал, по словам Перикла, «школой Эллады».

### Эллинистические Афины
В период эллинизма, когда Греция стала ареной борьбы между крупными эллинистическими государствами, положение Афин неоднократно менялось. Были кратковременные периоды, когда им удавалось добиться относительной независимости, в других случаях в Афины вводились македонские гарнизоны. 

#### Афины в царствование Александра Македонского
Александр Македонский получил в наследство от Филиппа уже весьма расширившую границы своего влияния Македонию. Однако полноценное господство над Грецией достигнуто так и не было, в частности, и Афины имели широкую автономию, были самостоятельны во всех своих внутренних делах. Кроме того, благодаря деятельности оратора Ликурга Афинского, который ведал афинскими финансами максимально возможные 12 лет, было существенно улучшено материальное положение полиса. Благодаря грамотному управлению расходами были отстроены стадионы, гимнасии, храмы. О благополучии Афин свидетельствует хотя бы то, что, согласно речи афинского военачальника Стратокла, при Ликурге была отлита статуя в честь Афины из чистого золота.
Одной из главных заслуг Ликурга можно считать восстановление боеспособности полиса. Он много средств выделил на восстановление афинского флота, который при нём находился в полной готовности к сражению. Было изготовлено и восстановлено большое число единиц самых различных видов вооружений. Такое возвышение Афин делало их отношения с Македонией весьма напряжёнными, так как реваншистские настроения ещё не угасли.
В это время от восстания против Македонского афинян удерживала усилившая своё влияние партия сторонников Македонии, которые как раз в большинстве своём обладали большим политическим весом и богатством. Так, Афины не поддержали восставших в 330 году до н.э. против Македонии спартанцев во главе с царём Агисом. Однако противников Александра возглавлял всё также влиятельный оратор Демосфен, который поддерживал у своих сторонников противоположные настроения. Так, с его подачи Афины поддержали восстание против Македонии в Фивах, что неизбежно вызвало конфликт между афинянами и Александром. Демосфен до последнего не признавал могущества нового македонского царя, а признать его был вынужден лишь после разгрома Фив, когда угроза разорения нависла и над Афинами. Однако Александр отказался от прямого столкновения с полисом и наказал афинянам впредь следить за своими внутренними делами и настроениями. Этот поступок ещё больше усилил в Афинах промакедонскую партию и заставил Демосфена несколько смягчить свою антимакедонскую риторику, так как она уже не находила былого отклика в обществе. При этом, Плутарх не даёт однозначной оценки этому поступку Александра. Он полагает, что это было сделано либо из стремления казаться великодушным и благородным, либо из реального желания сохранить Афины как сильнейший греческий полис, способный поддерживать единство в подвластной Македонии Элладе. 
Однако на этом напряжённость между Афинами и Македонией не исчезла. Ярким инцидентом стало дело бывшего казначея Александра Гарпала, который, похитив казну, бежал в Афины, где ему было предоставлено убежище. Афины по требованию Македонского не сразу начали суд над преступником, а когда процесс всё же начался, то он был сильно затянут. Однако в итоге предполагаемым помощникам Гарпала, в том числе и Демосфену, были вынесены приговоры. Это создавало новое напряжение между государствами, и афинянам, воизбежание открытого конфликта, пришлось согласиться на ранее выдвигавшееся Александром требование о признании его олимпийским богом. Кроме того, было выполнено требование по роспуску двух военных союзов — Ахейского и Аркадского. Таким образом, к моменту смерти Александра Македонского в Афинах уже накопилось достаточное напряжение, чтобы начать освободительную войну.

#### После Александра Македонского
За 10 лет царствования Александра Македонского в Элладе вовсе не утихло желание восстановить независимость. Поэтому, как только была распространена весть о гибели полководца, в 323 году до н. э. греки под предводительством Афин объединились в союз и выступили Ламийской войной против Македонии. Афинян поддержали локры, фессалийцы, фокидяне, этолийцы. Первоначально греки совершали определённые успешные кампании, однако вскоре они были разгромлены как на суше, так и на море (пал знаменитый афинский флот). На этот раз грекам нечего было надеяться на благосклонность нового царя Македонии Кассандра и влиятельнейшего полководца Антипатра, которые даже отказались признавать существование союза между воевавшими с ним полисами и заключили сепаратные мирные договоры. Договор с Афинами имел для них фатальные последствия. Они окончательно лишились всех своих колоний — городов Лемноса, Скироса, Имброса и Самоса. На территорию самого полиса на постоянной основе были введены македонские войска, что означало утрату суверенитета. Наконец, была ликвидирована афинская демократия, на смену которой была установлена олигархия. Очевидно, что это было сделано потому, что зажиточные слои населения были гораздо лояльнее македонянам.
Вероятно, наиболее губительным в тот период для Афин было поражение в Хремонидовой войне от македонского царя Антигона II. В 146 году до н. э., разделив участь всей Греции, Афины подпали под власть Рима; находясь на положении города-союзника (лат. civitas foederata), они пользовались лишь фиктивной свободой. В 88 году до н. э. Афины примкнули к антиримскому движению, поднятому понтийским царём Митридатом VI Евпатором. В 86 году до н. э. войско Луция Корнелия Суллы взяло город штурмом и разграбило его. Из уважения к могучему прошлому Афин Сулла сохранил им фиктивную свободу. В 27 году до н. э. после образования римской провинции Ахайя, Афины вошли в её состав.

### Римские Афины

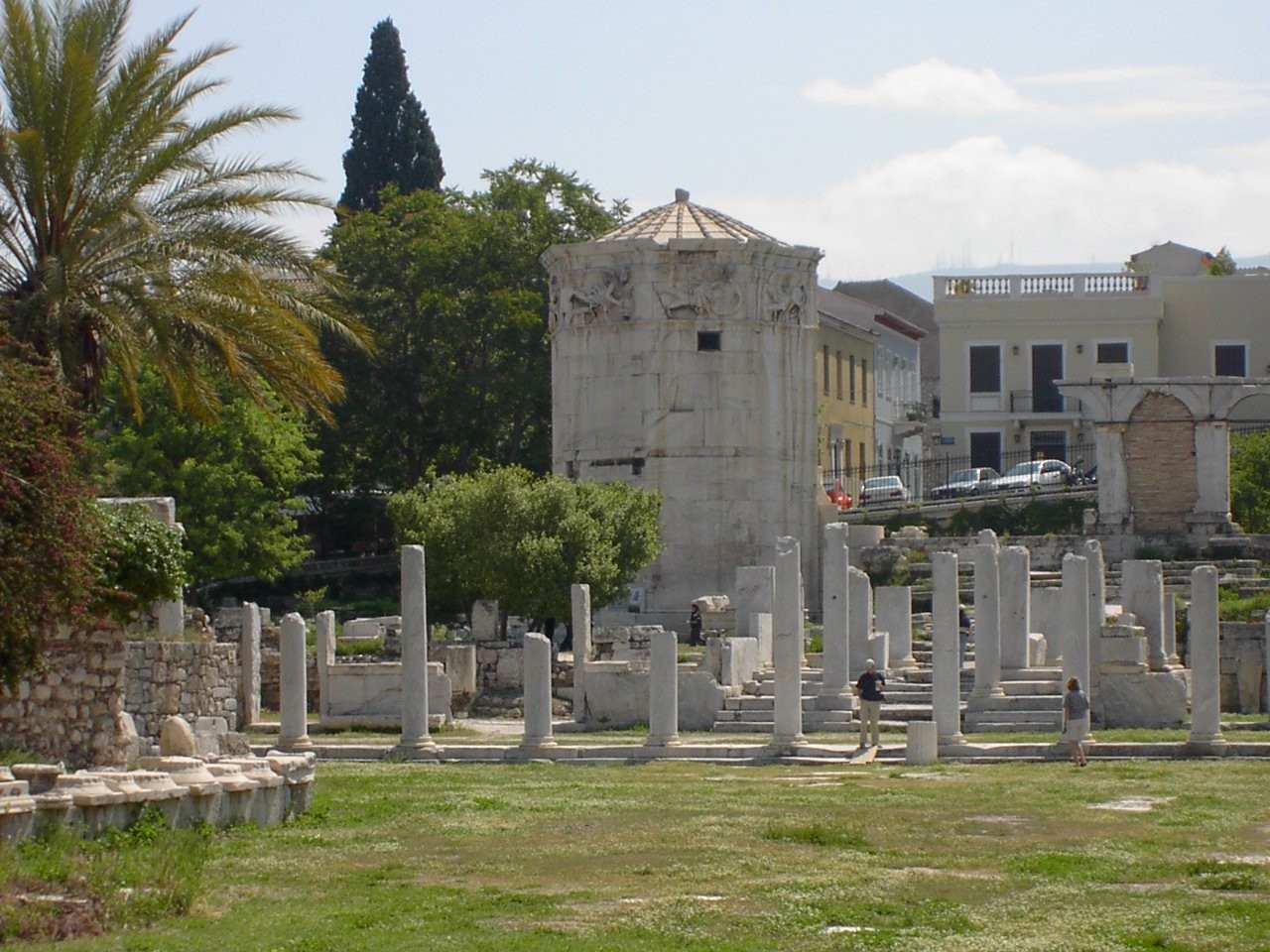
Руины Агоры римской эпохи, второго торгового центра древних Афин

В 88-85 годах до нашей эры большинство афинских зданий, как домов, так и укреплений, были уничтожены римским полководцем Суллой (138—78 гг. до н. э.), хотя многие гражданские здания и памятники остались нетронутыми. Во времена Рима Афины получили статус свободного города из-за того, что афинские школы пользовались всеобщим уважением и активно посещались. Римский император Адриан во II веке нашей эры построил библиотеку, гимназию, акведук, который до сих пор используется, несколько храмов и святилищ, мост и финансировал завершение строительства храма Зевса Олимпийского.

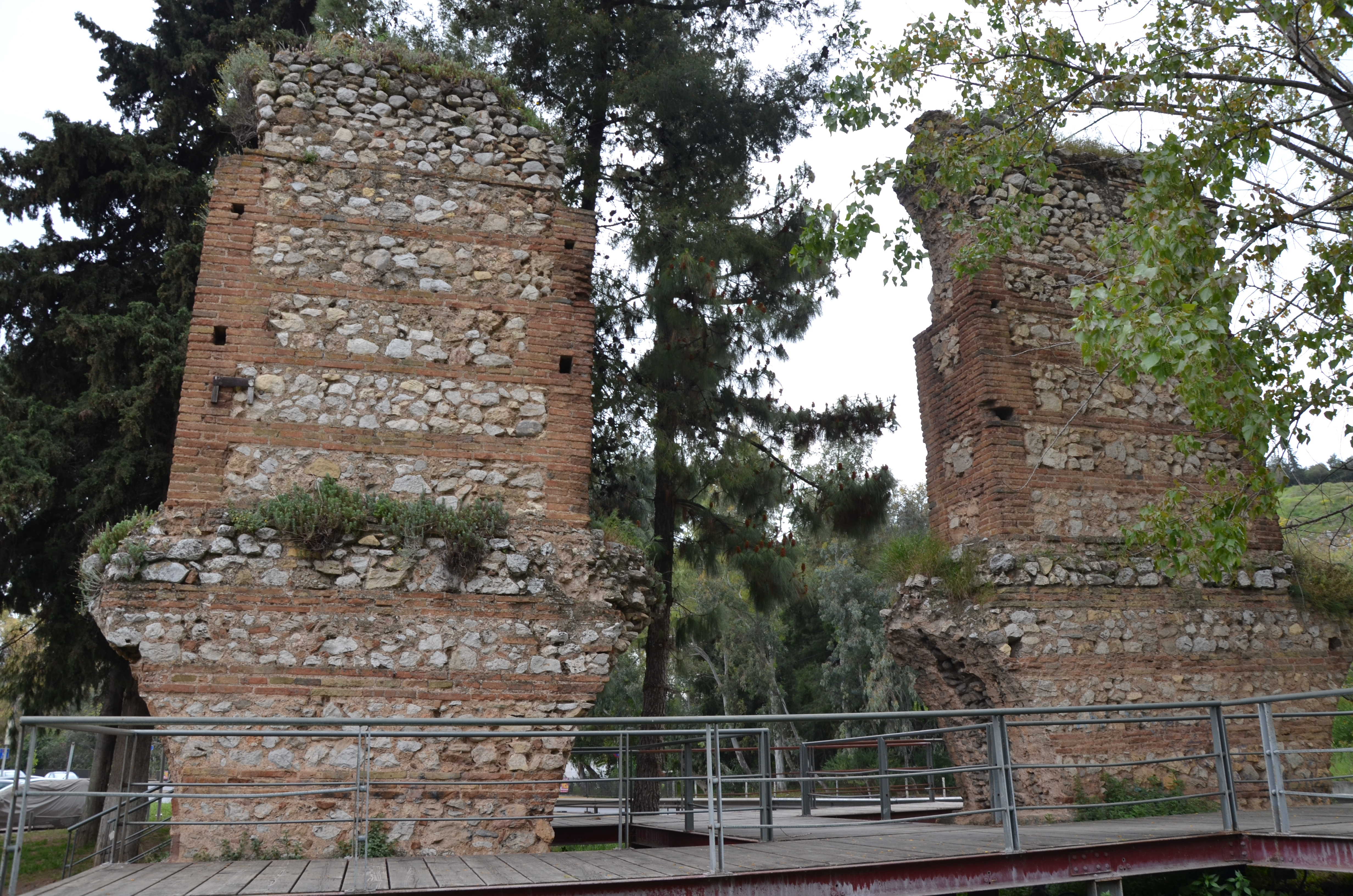
Адрианов акведук мост в Неа-Ионии

Город был разграблен герулами в 267 году, что привело к сожжению всех общественных зданий, разграблению нижнего города и разрушению агоры и акрополя. После этого город к северу от Акрополя был спешно укреплен, но в меньшем масштабе, из-за чего афинская агора осталась за пределами стен. Афины оставались центром науки и философии на протяжении 500 лет римского владычества, которым покровительствовали такие императоры, как Нерон и Адриан.
Разграбление города герулами в 267 году и Аларихом в 396 году нанесло тяжелый удар по его инфраструктуре и богатству, и Афины отныне были ограничены небольшим укрепленным районом, который охватывал лишь часть древнего города. Город оставался важным центром обучения, особенно неоплатонизма — с выдающимися учениками, такие как Григорий Богослов, Василий Великий и император Юлиан, и, следовательно, центром язычества. Христианские предметы не появляются в археологических записях до начала V-го века. Император Юстиниан I закрыл философские школы города в 529 году, событие, влияние которого на город много обсуждается, но обычно считается знаменующим конец древней истории Афин.

## Средние века

### Ромейские Афины

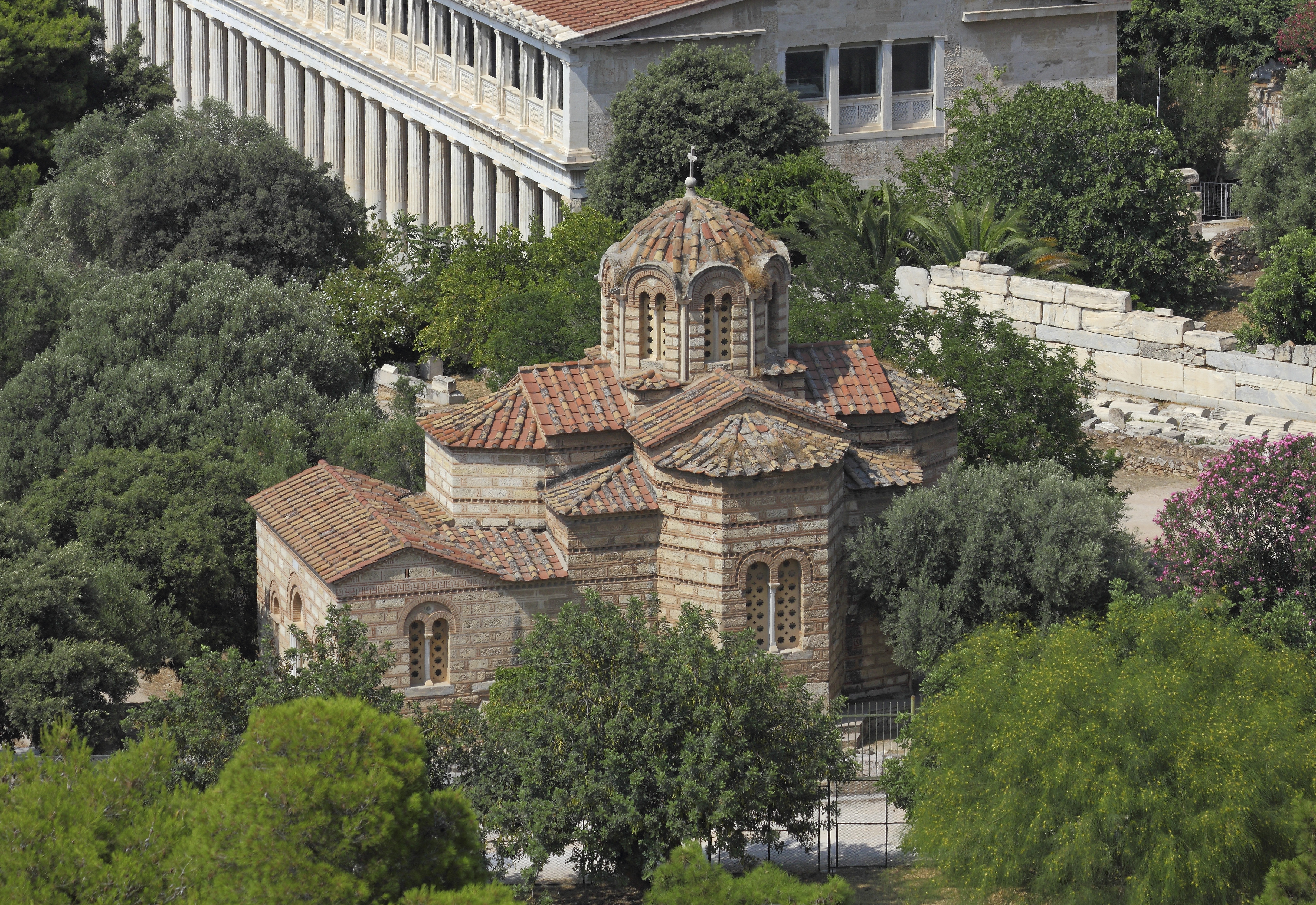
Ромейская церковь Святых Апостолов рядом с Стоя Аттала.

В начале IV века столица Римской Империи была перенесена в Константинополь. Империя стала христианской, и использование латыни сократилось в пользу исключительного использования греческого языка; в ранний римский период использовались оба языка. Империя после этого перехода известна сегодня как Византийская империя из-за старого названия Константинополя как древнегреческого города Византий. Это разделение исторически полезно, но вводит в заблуждение, поскольку непрерывная цепь императоров продолжается вплоть до XIII века, и все жители данного государства идентифицируют себя полностью как римские граждане (ромеи). Переход империи из язычества в христианство сильно повлиял на Афины, что привело к снижению благоговения перед городом. Древние памятники, такие как Парфенон, Эрехтейон и Гефестейон, были превращены в церкви. По мере того как империя становилась все более антиязыческой, Афины стали провинциальным городом. Многие из его произведений искусства были вывезены императорами в Константинополь.
В 582 году Афины были разграблены славянами, но остались в руках империи, о чем свидетельствует визит императора Константа II в 662/3 году и включение города в состав фемы Эллада. В VIII—IX веках городу угрожали сарацинские набеги — в 896 году Афины подверглись набегу и, возможно, были оккупированы на короткий период, что оставило некоторые археологические следы и элементы арабески на некоторых зданиях, есть также свидетельства существования мечети в городе в то время. Во время периода спора об иконопочитании, обычно считается, что Афины поддержали позицию иконопочитателей, главным образом благодаря той роли, которую сыграла императрица Ирина, которая была родом из Афин, в конце первого периода иконоборчества на Втором Никейском Соборе в 787 году. Несколько лет спустя другая афинянка, Феофано, стала императрицей в качестве супруги Ставракия (ок. 811—812 гг.).
Несмотря на то, что средневековые Афины были провинциальным городом, афиняне всячески поддерживали великолепие убранств своих храмов. В 1018 году ромейский император Василий II Болгаробойца специально посетил Афины, чтобы полюбоваться Собором Афинской Пресвятой Богородицы (Парфенон). Он передал в дар собору драгоценности, захваченные во время войн, среди которых был золотой голубь. Его описал ромейский священник и учёный Михаил Хониат, который в 1175 году оставил свою паству в Константинополе и вернулся в Афины, где принял сан митрополита Афинского. Хониат писал об удивительной лампаде в соборе, которая горела день и ночь, а над алтарём размещался символ Святого Духа — золотой голубь с золотой короной — он постоянно вращался вокруг креста.
Вторжение турок в империю после битвы при Манцикерте в 1071 году и последовавшие за этим гражданские войны в значительной степени обошли этот регион стороной, и Афины продолжали свое провинциальное существование невредимыми. Империя была спасена решительными действиями трех императоров из рода Комнины, таких как Алексей, Иоанн и Мануил, Аттика и остальная Греция процветали. Археологические свидетельства говорят нам, что средневековый город пережил период быстрого и устойчивого роста, начавшийся в XI веке и продолжавшийся до конца XII века.
Агора, или рыночная площадь, заброшенная после нашествия варваров во II веке, начала строиться заново, и вскоре город стал важным центром производства мыла и красителей. Рост города привлекал в Афины венецианцев и других торговцев из разных концов Средиземноморья, часто посещавших порты Эгейского моря. Этот интерес к торговле, по-видимому, еще больше увеличил экономическое процветание города.
XI-й и XII-й века были золотым веком ромейского искусства в Афинах. Почти все наиболее важные средневековые ромейские церкви в Афинах и вокруг них были построены в течение этих двух столетий, и это отражает рост города в целом. Однако этому средневековому процветанию не суждено было продлиться долго. В 1204 году во время Четвертого крестового похода Афины были захвачены латинянами, и оставался в их руках пока он не был захвачен турками-османами.

### Латинские Афины

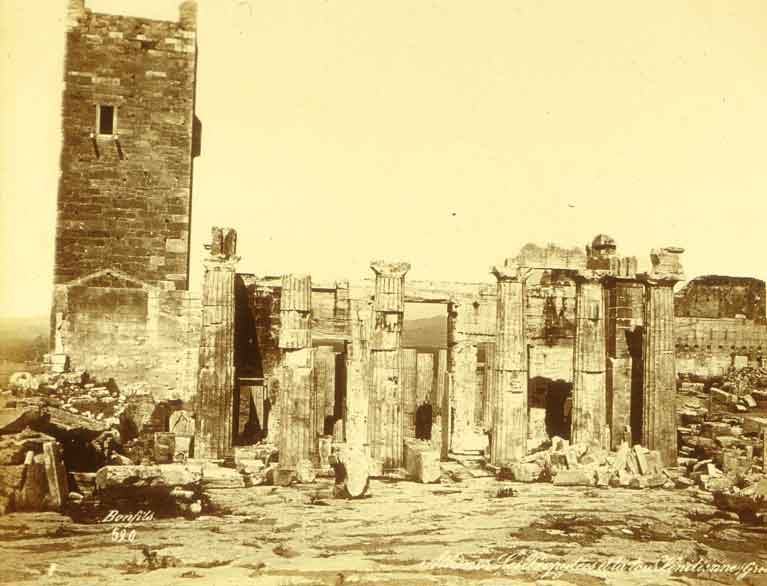
Пропилеи на афинском Акрополе (фотография с разрушенной в середине XIX века Франкской башни) были дворцом герцогов Афин.

С 1204 по 1458 год Афины управлялись латинянами в три отдельных периода.

#### Бургундский период
Первоначально Афины были столицей одноименного Афинского герцогства, вассала королевства Фессалоники. После того как Фивы стали владением герцогов, которые принадлежали к франкской семье де ла Рош из Бургундии, они переместили туда столицу из Афин, хотя Афины оставались самым влиятельным церковным центром в герцогстве и местом расположения главной крепости.
При бургундских герцогах к Парфенону была пристроена колокольня. Франки принесли в Афины рыцарство и турниры; они также укрепили Акрополь. Сами они находились под влиянием романо-греческой культуры.

#### Арагонский период
В 1311 году Афины были завоеваны каталонцами из королевства Арагон, группой наемников называющих себя Альмогавар. Каталонцы удерживали город до 1388 года и создав Каталонскую компанию. После 1379 года, когда Фивы были отвоёваны перерождённой Византией, Афины снова стали столицей герцогства.
История каталонских Афин, которые завоеватели называли Цетинами (редко Афинами), неясна. Афины были вегерией со своими кастелянами и капитанами. В какой-то момент во время каталонского периода Акрополь был еще более укреплен, и афинская епархия получила дополнительно двух суффраганов.

#### Флорентийский период
В 1388 году флорентиец Нерио I развернул войну против Каталонской компании, правившей с 1311 года Афинским герцогством от имени сицилийских принцев. После смерти губернатора Афин, Маттео де Перальта, в среде каталонцев произошли раздоры, и Нерио не преминул этим воспользоваться. Акциайоли захватил город Мегары. Он привлек на свою сторону рыцарей-госпитальеров. После их успешных побед влияние каталонцев в Греции значительно ослабло. Аччайоли взял город и провозгласил себя герцогом. Флорентийцам пришлось оспаривать город у Венецианской республики, но в конечном итоге они одержали победу после 7 лет венецианского правления (1395—1402 гг.). Потомки Нерио I Аччайоли правили в городе (как своей столице) до турецкого завоевания 1458 года.

## Новое время

### Османские Афины

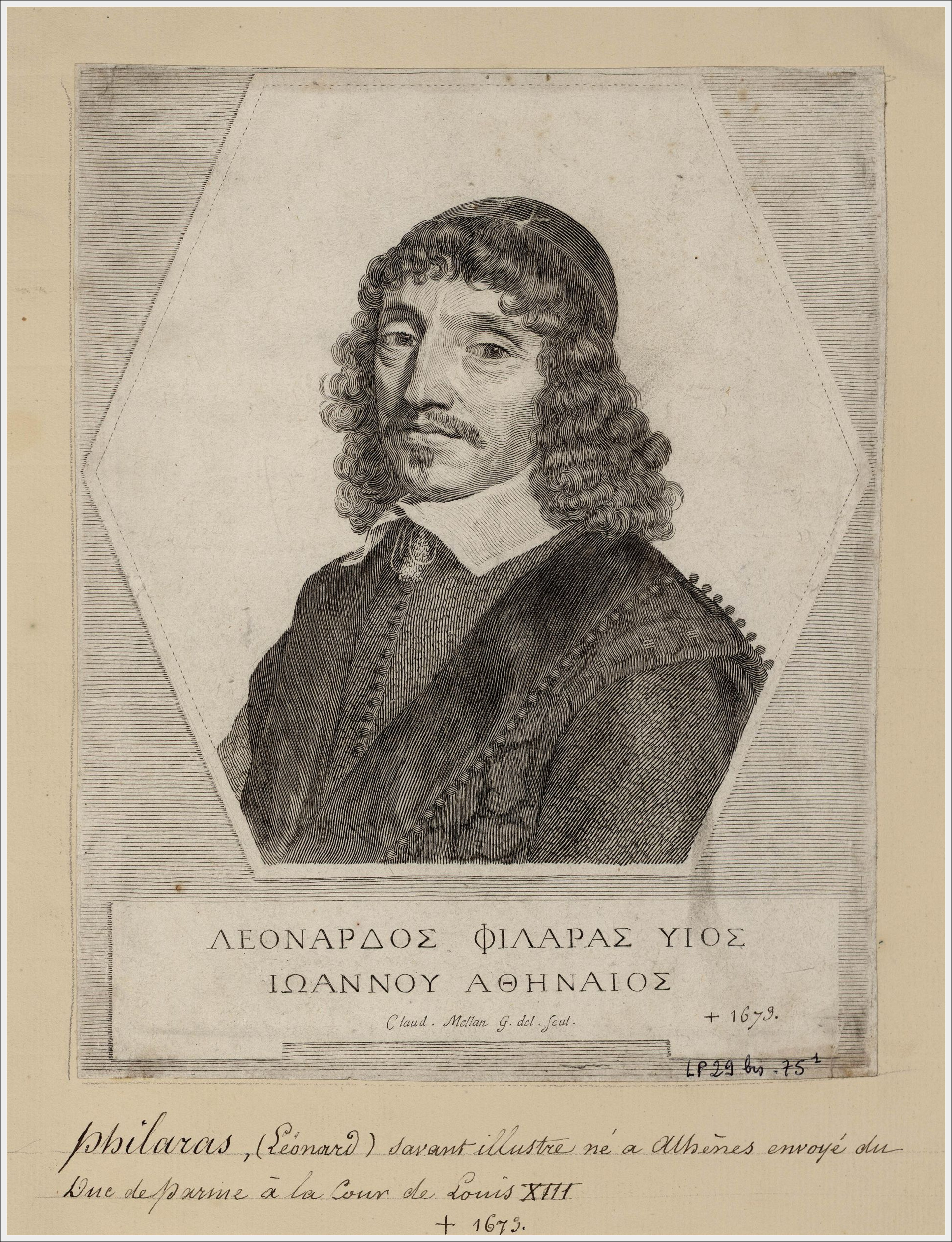
Леонардос Филарас (ок. 1595—1673 гг.) был греческим ученым, родившимся в Афинах, и одним из первых сторонников освобождения Греции от турецкого ига..

Первое нападение турок на Афины, с недолгой оккупацией города, произошло в 1397 году, когда на город напали войска под командованием османских генералов Якуба-Паши и Тимурташа. Наконец, в 1458 году Афины были захвачены османами под личным руководством султана Мехмеда II. Когда османский султан въехал в город, он был очень поражен красотой его древних памятников и издал фирман (эдикт или указ), запрещающий их разграбление или разрушение под страхом смерти. Парфенон был превращен в главную мечеть Афин.
Под властью Османской империи, город был лишен какой-либо важности, и его население сильно сократилось, оставив Афины в качестве «маленького провинциального города» (Франц Бабингер). С начала XVII века Афины попали под юрисдикцию кызляр-ага, главного черного евнуха гарема султанов. Первоначально город был пожалован султаном Ахмедом I (ок. 1603—1617 гг.) Базилике, одной из его любимых наложниц, родом из города, в ответ на жалобы местных администраторов на плохое управление. После ее смерти Афины попали под контроль кызляр-ага.
Турки начали практику хранения пороха и иных взрывчатых веществ в Парфеноне и Пропилее. В 1640 году молния ударила в Пропилеи, вызвав ее разрушение. В 1687 году, во время Морейской войны, Афины были осаждены венецианцами под командованием Франческо Морозини, во время этого храм Ники Аптерос был разобран турками для укрепления Парфенона. Выстрел, произведенный во время бомбардировки Акрополя, вызвал взрыв порохового погреба в Парфеноне (26 сентября), и здание было сильно повреждено, придав ему тот вид, который мы видим сегодня. Оккупация города продолжалась в течение шести месяцев, и как венецианцы, так и турки участвовали в разграблении Парфенона. Один из его западных фронтонов был удален, что привело к еще большему разрушению конструкции. Венецианцы заняли город, превратив его две мечети в католическую и протестантскую церкви, но 9 апреля 1688 года они снова оставили его туркам.
Однако в XVIII веке город во многом восстановил свое процветание. Во время визита Мишеля Фурмона в город в 1720-х годах он был свидетелем большого строительства, и к тому времени, когда учитель из Афин Иоаннис Бенизелос написал отчет о делах города в 1770-х годах, Афины снова наслаждались некоторым процветанием, по словам Бенизелоса «город можно было бы привести в пример другим городам Греции». Его греческое население обладало значительной степенью самоуправления, подчиняясь совету предстоятелей, состоящему из ведущих аристократических семей, а также столичному епископу города. Община пользовалась большим влиянием у османских властей, паши (губернатора), кади (судьи), муфтия и начальника гарнизона Акрополя — по словам Бенизелоса, если паша плохо относился к ним и не прислушивался к их мнению, он мог быть смещен до истечения своего ежегодного срока полномочий, особенно благодаря влиянию в Константинополе двух иерусалимских патриархов, которые были родом из Афин, Парфения (1737—1766 гг.) и Ефрама II (1766—1770 гг.). Налогообложение также было легким, и только харадж подлежал уплате османскому правительству, а также налог на соль и водный налог для оливковых садов и огородов.
Эта мирная ситуация была прервана в 1752—1753 годах, когда казнь предыдущего кызляр-ага привела к отправке нового паши Сари Муселими. Его злоупотребление властью привело к протестам как греков, так и турок; Сари Муселими убил нескольких протестующих знатных людей, после чего население сожгло его резиденцию. Сари Муселими бежал в Акрополь, где его осаждали афиняне, пока санджак-бей не вмешался и не восстановил порядок, заключив православного митрополита в тюрьму и наложив тяжелый штраф на греческую общину. В 1759 году новый паша, закоренелый мусульманин, разрушил одну из колонн храма Зевса Олимпийского, чтобы обеспечить материал для пятой мечети города — незаконный акт, так как храм считался собственностью султана. В следующем году Афины были исключены из сферы ведения кызляр-ага и переданы в личную собственность султана. Отныне город сдавался в аренду как мalikâne, форма налогового хозяйства, где владелец выкупал доходы города за фиксированную сумму и пользовался ими всю жизнь.

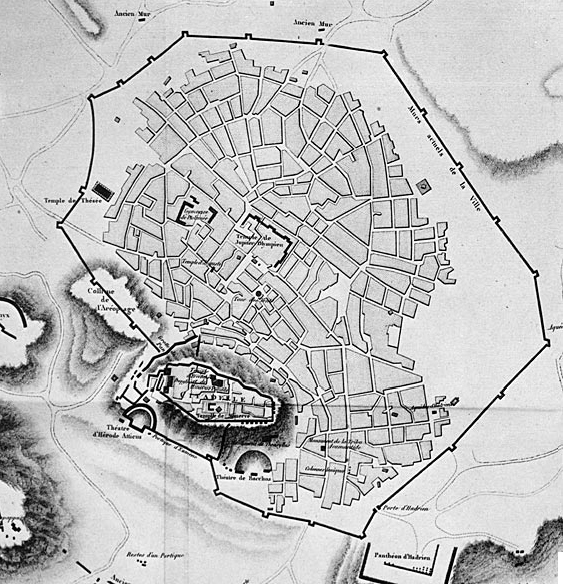
Карта позднеосманских Афин со стеной Хасеки

Первый владелец, Исмаил Ага, местный турок из Либадии, был гуманным и популярным, назначая хороших пашей, его прозвали «добрым». Английские путешественники в 1760-х годах сообщают о населении около 10 000 жителей, четверть из которых были христианами. Турецкая община насчитывала несколько семей, обосновавшихся в городе со времен османского завоевания; их отношения с соседями-христианами были более дружественными, чем где бы то ни было, так как они до некоторой степени ассимилировались, вплоть до употребления вина. Климат был здоровый, вокруг города располагались главным образом пастбища —практикуемые Арванитами Аттики — а не поля для выращивания разных сельскохозяйственных культур. Город экспортировала кожу, мыло, зерно, масло, мед, воск, смолу, немного шелка, сыр и валонию, главным образом в Константинополь и Францию. В городе находились французский и английский консулы. Во время Орловского восстания афиняне, за исключением младшего поколения, оставались осторожными и пассивными, даже когда один из главарей повстанцев Митромарас захватил Саламин. Тем не менее, только благодаря вмешательству Исмаила-Ага город был спасен от резни в качестве возмездия и вынужден был вместо этого выплатить контрибуцию.
Преемник Исмаила-Ага, Хаджи Али Хасеки, был жесток и деспотичен, и 20 лет его постоянного правления стали одним из худших периодов в истории города. Поддерживаемый аристократическими семействами города и с сестрой султана, которая была его любовницей, он вымогал большие суммы у населения и захватывал у них имущество. Через протесты посылаемые в Константинополь афиняне несколько раз добивались его отзыва, но Хасеки всегда возвращался до своего окончательного падения и казни в 1795 году. Его раннее пребывание на этом посту также сопровождалось двумя крупными набегами албанцев в Аттику, в ответ на которые он приказал построить новую городскую стену, «стену Хасеки», которая была частично построена из материала, взятого из древних памятников. Между 1801 и 1805 годами Лорд Элджин, британский посол в Османской империи, организовал вывоз многих скульптур из Парфенона (см. Мраморы Элгина). Вместе с Панафенейским фризом была извлечена и заменена гипсовой формой одна из шести кариатид Эрехтейона. Всего было вывезено 50 скульптурных произведений, в том числе три фрагмента, купленные французами. Многие районы города (в том числе и старинные здания) были уничтожены в течение XVII—XIX веков.

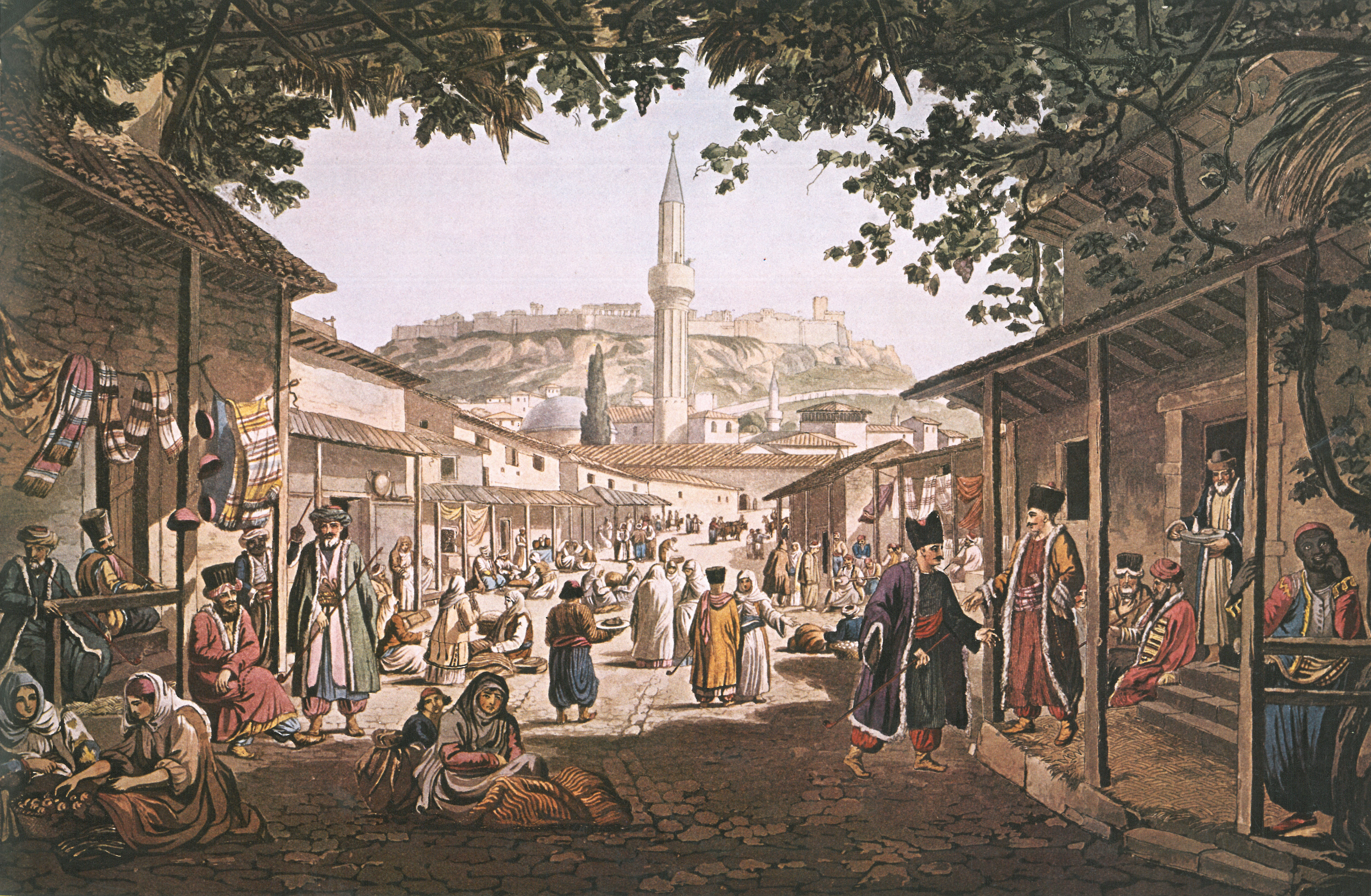
Эдвард Додвелл: базар в Афинах, 1821 год

В эту эпоху уроженцами Афин были несколько выдающихся интеллектуалов, таких как Димитрий Халкокондил (1424—1511 гг.), который стал знаменитым в эпоху Возрождения преподавателем греческого языка и платонической философии в Италии. Димитрий Халкокондил опубликовал первые печатные издания Гомера (в 1488 году), Исократа (в 1493 году), суда (в 1499 году) и греческой грамматики.
Его двоюродный брат Лаоник Халкокондил (ок. 1423—1490 гг.) также был уроженцем Афин, выдающимся ученым и ромейским историком и одним из наиболее ценных поздних греческих историков. Он был автором ценного труда Historiarum Demonstrationes (демонстрация истории) и был большим поклонником античного писателя Геродота, поощряя интерес итальянских гуманистов к этому древнему историку. В XVII веке родился афинянин Леонардос Филарас (ок. 1595—1673 гг.), греческий ученый, политик, дипломат, советник и посол герцога Пармского при французском дворе, провел большую часть своей карьеры, пытаясь убедить западноевропейских интеллектуалов поддержать независимость Греции.

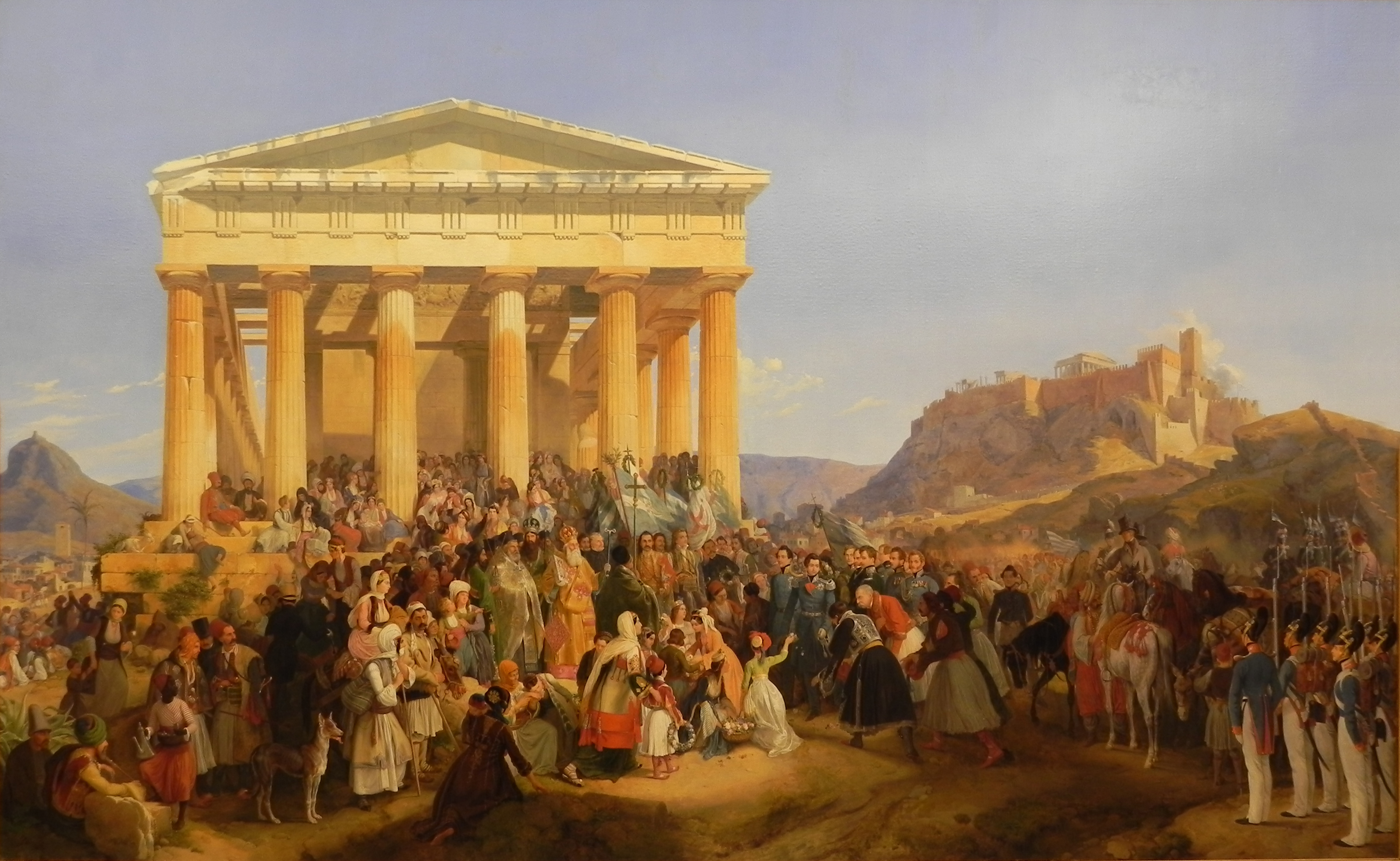
Петер фон Гесс: въезд короля Оттона в Афины, 1839 год

### Получение свободы от османов
В 1822 году греческое восстание охватило город, но в 1826 году он снова перешел к туркам (хотя Акрополь держался до июня 1827 года). И снова древние памятники сильно пострадали. Османские войска оставались в городе до марта 1833 года, когда они отступили. В то время город (как и во все османское время) имел небольшое население около 400 домов, в основном расположенных вокруг Акрополя в Плаке.

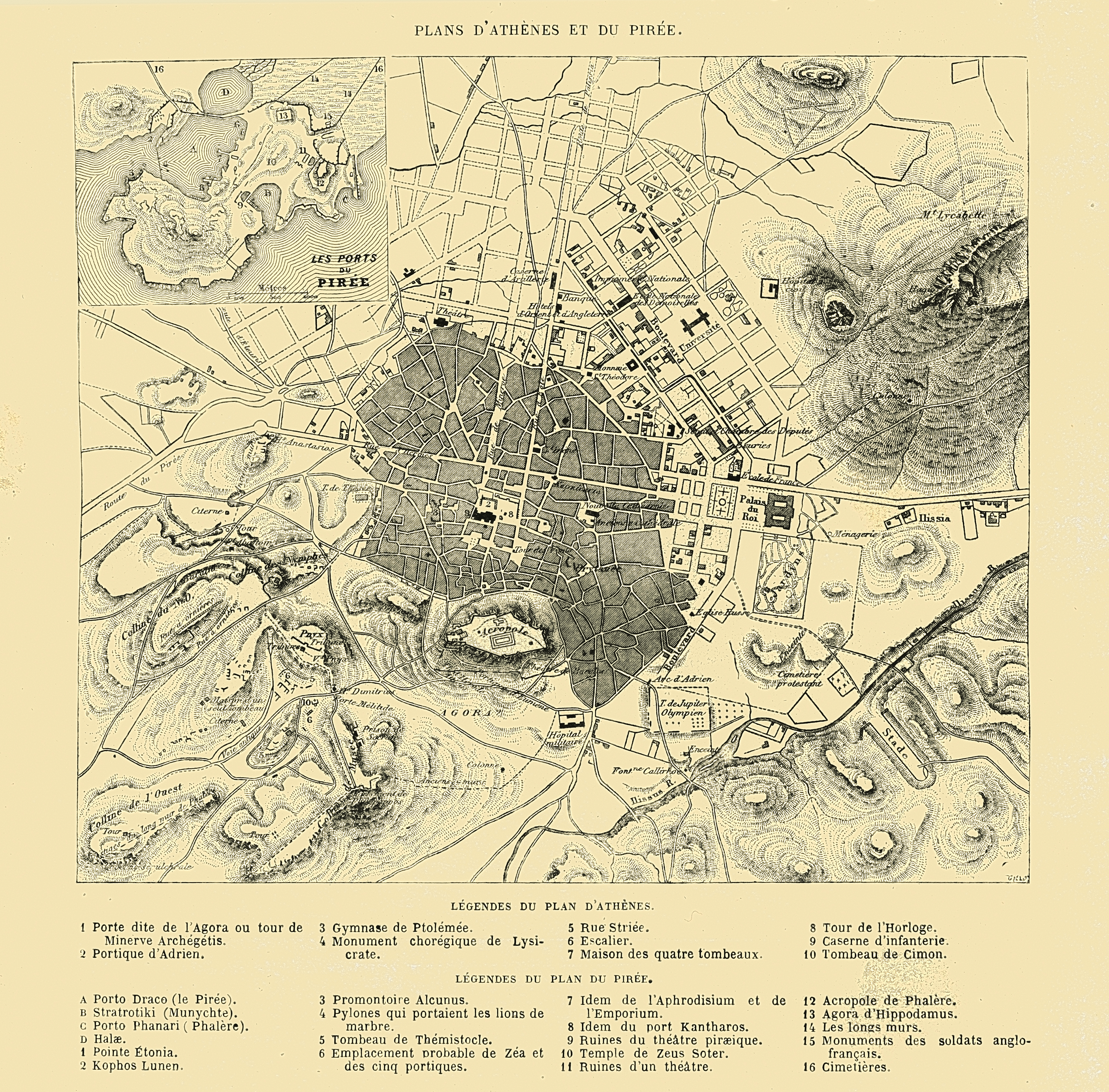
План города, 1862 год

### Новогреческие Афины
В 1832 году Оттон, принц Баварии, был провозглашен королем Греции. Он перенял греческую национальную одежду и сделал одной из своих первых задач в качестве короля проведение детального археологического и топографического обследования Афин, своей новой столицы. Он поручил Густаву Эдуарду Шауберту и Стаматису Клеантису выполнить эту задачу. В то время население Афин составляло всего лишь от 4000 до 5000 человек живших в домах разбросанных у подножия Акрополя, расположенных в том месте, где сегодня находится район Плака.
Афины были выбраны в качестве греческой столицы по историческим и сентиментальным причинам. В городе было несколько зданий, датируемых периодом Ромейской империи или XVIII-м века. После основания столицы был составлен современный план города и возведены общественные здания.

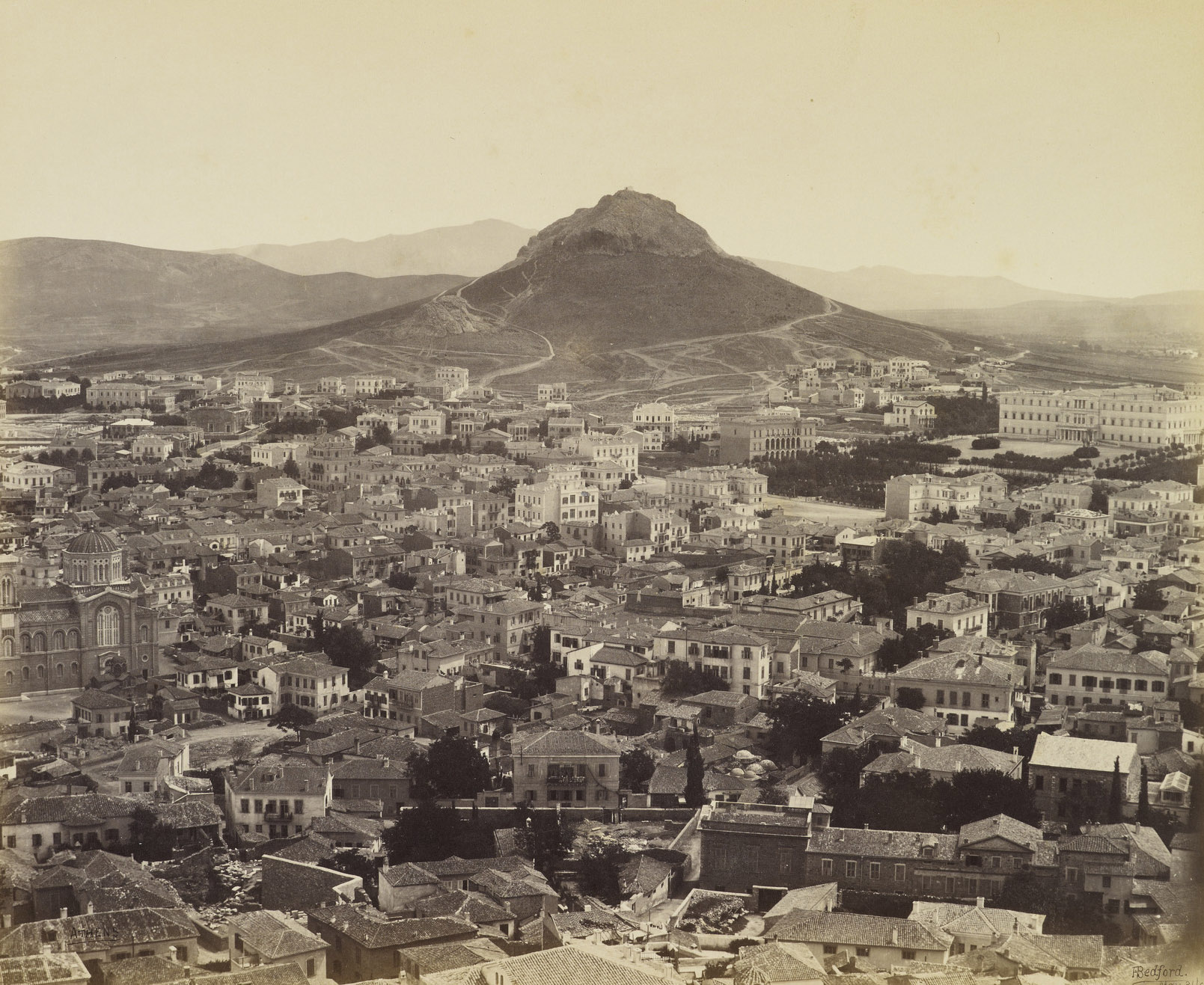
Вид на город, 1862 год

Самым прекрасным наследием этого периода являются здания Афинского университета (1837 год), Национального сада Афин (1840 год), Национальной библиотеки Греции (1842 год), старого королевского дворца (ныне здание греческого парламента; 1843 год), старого здания парламента (1858 год), городской ратуши (1874 год), выставочного зала Заппиона (1878 год), Греческой Национальной академии (1885) и нового королевского дворца (ныне президентский дворец; 1897 год). В 1896 году город принимал летние Олимпийские игры 1896 года.
Афины пережили новый период бурного роста после катастрофической войны с Турцией в 1921 году, когда более миллиона греческих беженцев из Анатолии были переселены в Грецию. Такие пригороды, как Неа-Иония и Неа-Змирни, создавались как поселения для беженцев на окраинах Афин.

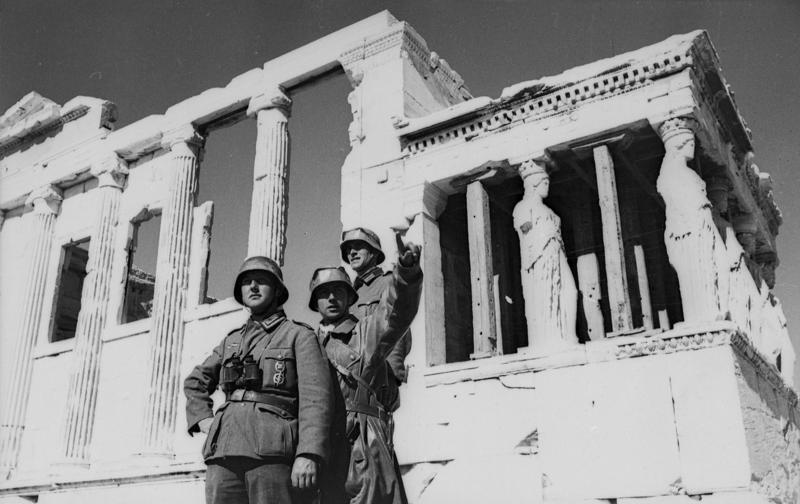
Немецкие солдаты на Акрополе

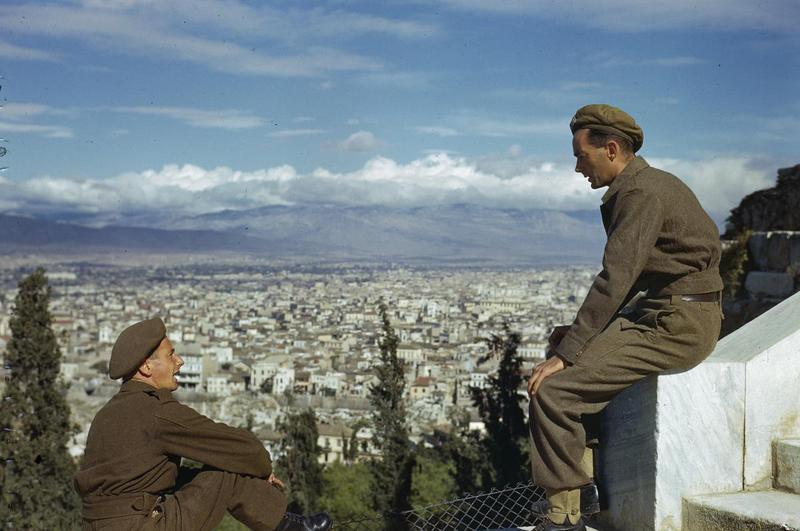
Британские солдаты на Акрополе, Октябрь 1944 год

#### Афины во время Второй мировой войны
Афины были оккупированы немцами во время Второй мировой войны и испытали ужасные лишения в последующие годы войны. Великий голод был очень силен в городе. Было создано несколько организаций сопротивления. После освобождения, в 1944 году, в городе шли тяжелые бои между коммунистическими формированиями и правительственными войсками, поддерживаемыми британцами.

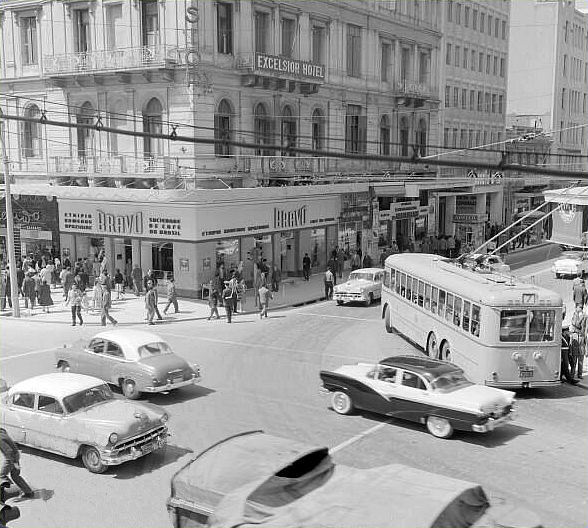
Площадь Омония в 1960 годах

#### Послевоенные Афины
После Второй мировой войны город снова начал рости, поскольку люди мигрировали из деревень и островов в поисках работы. Вступление Греции в Европейский союз в 1981 году принесло в город поток новых инвестиций, но также увеличило социальные и экологические проблемы. В то время в Афинах были одни из самых больших транспортных заторов и загрязнения воздуха в мире. Это создало новую угрозу для древних памятников Афин, поскольку дорожная вибрация ослабляла фундаменты, а загрязнение воздуха разъедало мрамор. Экологические и инфраструктурные проблемы города были главной причиной того, что Афины не смогли обеспечить проведение столетних Олимпийских игр 1996 года.

#### Современные Афины
После неудачной попытки обеспечить безопасность летних Олимпийских игр 1996 года и город Афины, и греческое правительство при содействии фондов Европейского Союза вложились в крупные инфраструктурные проекты, такие как новый афинский аэропорт и новая система метро. Город также боролся с загрязнением воздуха, ограничивая использование автомобилей в центре города. В результате Афины были удостоены чести проведения Олимпийских игр 2004 года. Несмотря на скептицизм многих наблюдателей, игры прошли с большим успехом и принесли Афинам новый международный престиж (и доходы от туризма). Афины были выбраны в качестве эталонного города для 14-го крупного международного художественного мероприятия documenta в 2017 году под названием «Обучение из Афин».

#### Население Афин в разные периоды времени
На протяжении своей долгой истории Афины имели различное количество населения. Приведенная ниже таблица показывает историческое население Афин в относительно недавнее время.
| Год                                          | Городское население | Население района |
| -------------------------------------------- | ------------------- | ---------------- |
| 1833                                         | 4,000               | -                |
| 1870                                         | 44,500              | -                |
| 1896                                         | 123,000             | -                |
| 1921 (Греко-турецкий обмен населением) до    | 473,000             | -                |
| 1921 (Греко-турецкий обмен населением) после | 718,000             | -                |
| 1971                                         | 867,023             | -                |
| 1981                                         | 885,737             | -                |
| 1991                                         | 772,072             | -                |
| 2001                                         | 745,514             | 3,130,841        |

## Планирование и архитектура

### Холмы
- Холм Акрополь.

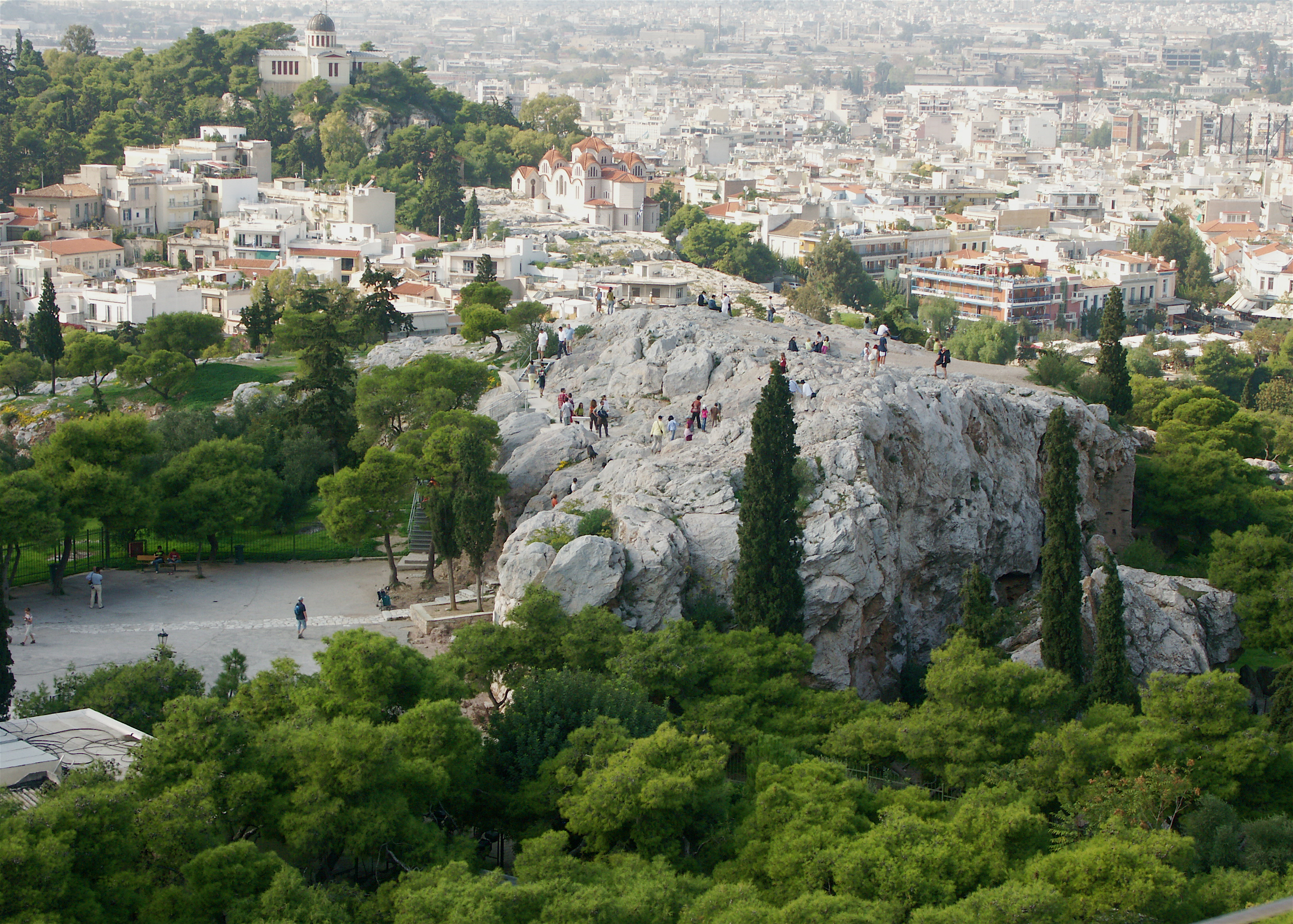
Холм Ареопаг, современные Афины

- Ареопаг, то есть холм Ареса — западнее Акрополя, дал своё имя высшему судебному и правительственному совету Древних Афин, который проводил свои заседания на склоне холма.
- Холм Нимф[греч.] — юго-западнее Ареопага.
- Пникс — полукруглый холм юго-западнее Ареопага; здесь первоначально проходили собрания экклесии, которые позже перенесли в театр Диониса.
- Мусейон, холм Муз, ныне известный как холм Филопаппа — южнее Пникса и Ареопага.

### Акрополь

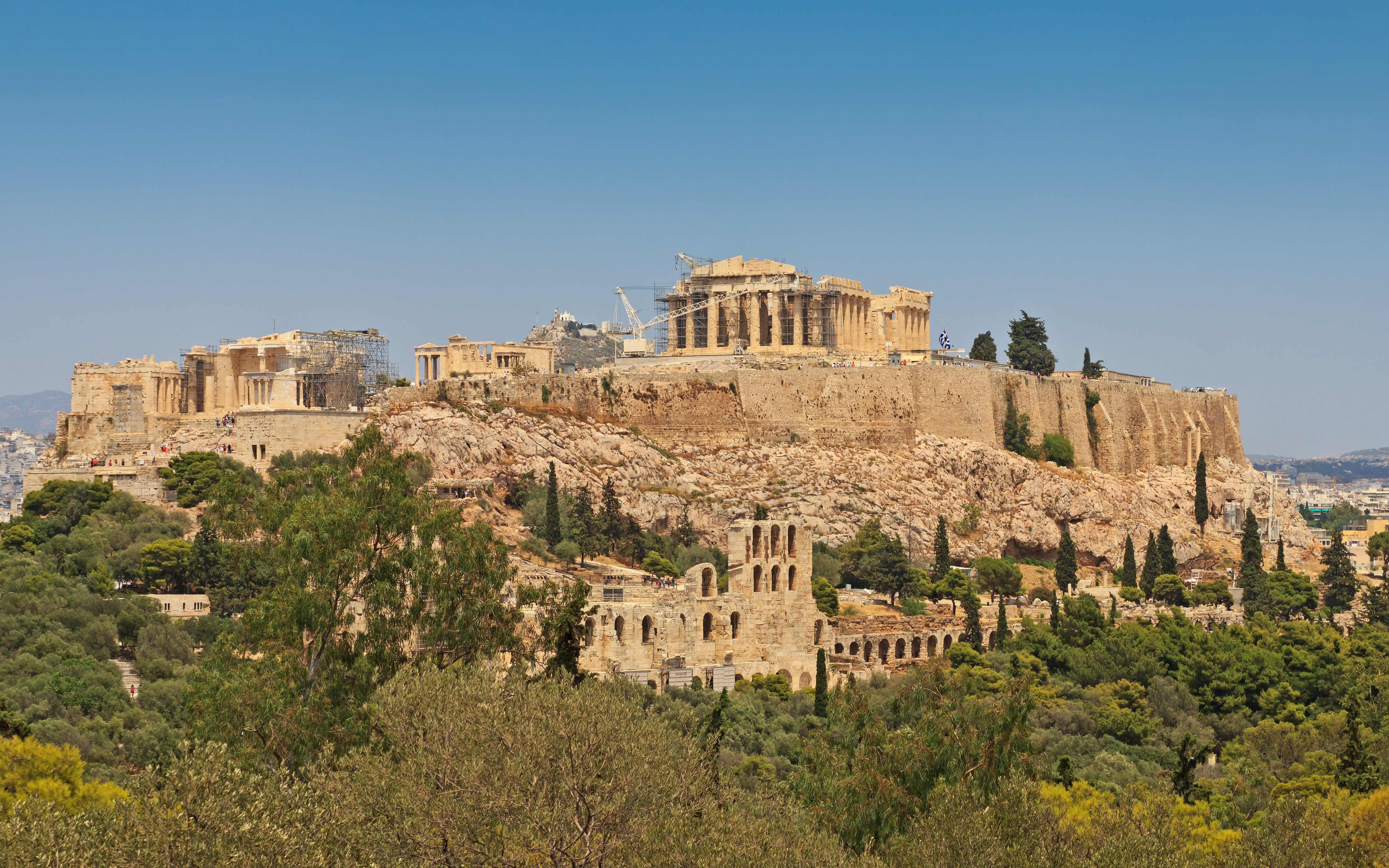
Афинский акрополь

Первоначально город занимал только верхнюю площадь крутого, доступного только с запада холма Акрополиса, служившего одновременно крепостью, политическим и религиозным центром, ядром всего города. По преданию, пеласги сравняли вершину холма, окружили её стенами и построили на западной стороне внешнее укрепление с 9 воротами, расположенными друг за другом. Внутри замка жили древние цари Аттики со своими женами. Здесь возвышался древний храм, посвященный Афине Палладе, вместе с которой также почитались Посейдон и Эрехтей (следовательно посвященный ему храм назывался Эрехтейон).
Золотой век Перикла был золотой эпохой и для Афинского акрополя. Прежде всего, Перикл поручил архитектору Иктину на месте старого разрушенного персами Гекатомпедонта (Храм Афины целомудренной) построить новый, более пышный Храм Афины Девы — Парфенон. Великолепие его усиливалось благодаря многочисленным статуям, которыми под руководством Фидия был украшен храм, как снаружи, так и внутри. Немедленно по окончании строительства Парфенона, который служил сокровищницей богов и для празднования Панафиней, в 438 до н. э. Перикл поручил архитектору Мнесиклу сооружение новых великолепных ворот при входе на акрополь — Пропилей (437—432 до н. э). Лестница из мраморных плит, извиваясь, вела по западному склону холма к портике, который состоял из 6 дорических колонн, промежутки между которыми симметрично уменьшались с обеих сторон.
На Акрополе также находилась халкотека особое здание, с опистодомом (внутренняя комната), принадлежавшее Парфенону и служившее складом жертвенной утвари и оружия. Также на Акрополе, кроме главных храмов находились Святилище Пандиона и Бравронейон, которые не дошли до наших дней. Рядом с древними святилищами располагалась величественная статуя Афина Промахос украшавшая город своим величественным видом несколько столетий.

### Агора

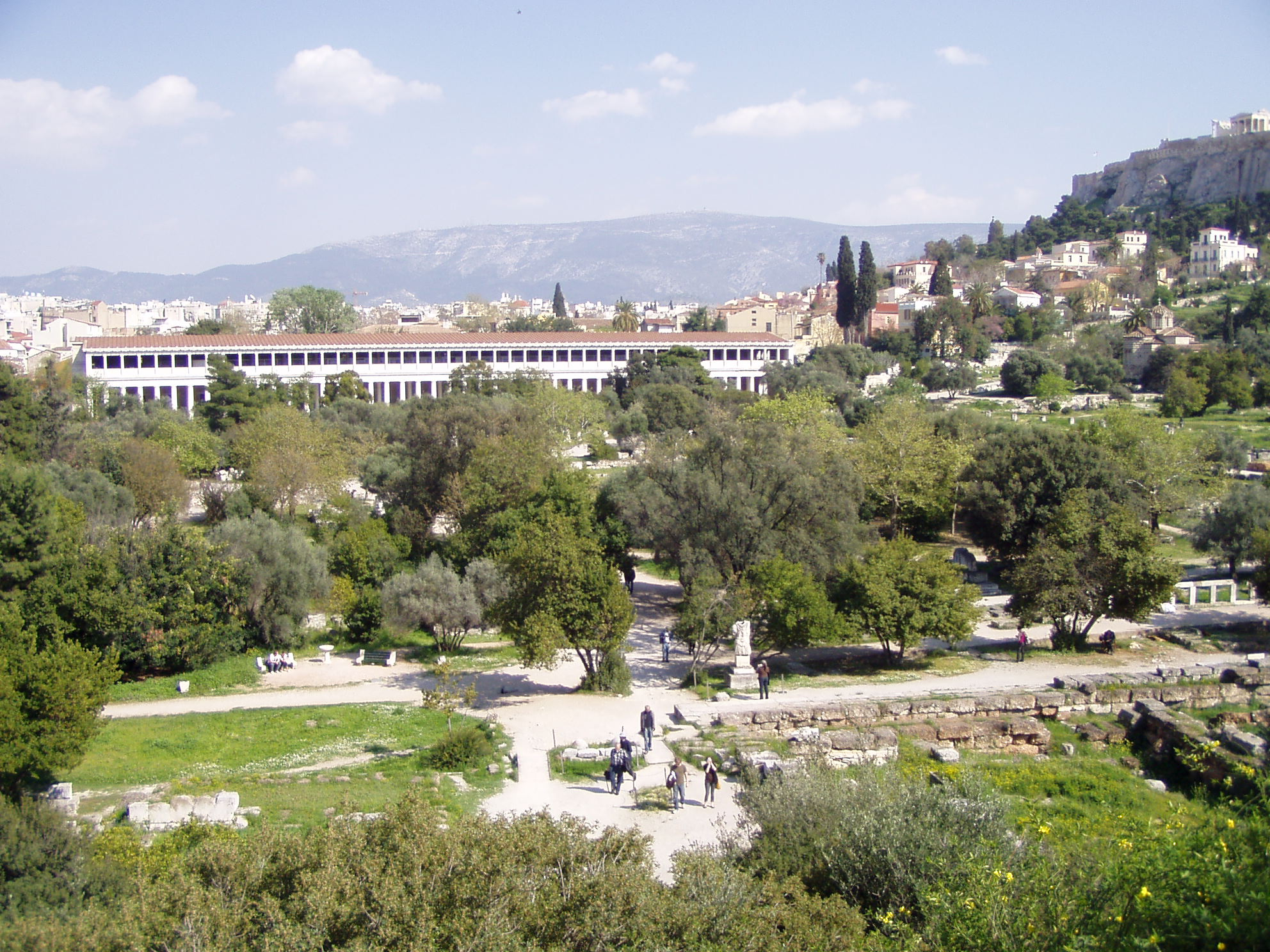
Афинская агора

Часть населения, подвластного владельцам крепости (акрополя), со временем поселилась у подошвы холма, главным образом на южной и юго-восточной его стороне. Именно здесь находились древнейшие святилища города, в частности посвященные Олимпийскому Зевсу, Аполлону, Дионису. Затем появились поселения по склонам, которые тянутся к западу от Акрополя. Нижний город расширился ещё больше, когда вследствие объединения различных частей, на которые в древнейшие времена разделялась Аттика, в одно политическое целое (предание приписывает это Тесею), Афины стали столицей объединенного государства. Постепенно в течение последующих столетий город заселялся также и с северной стороны Акрополя. Здесь преимущественно селились ремесленники, а именно члены уважаемого и многочисленного в Афинах класса гончаров, следовательно, значительный квартал города к востоку от Акрополя получил название Керамик (то есть квартал гончаров).
Наконец в эпоху Писистрата и его сыновей был сооружен алтарь 12 богам в южной части новой Агоры (рынка), что располагалась у северо-западной подошвы Акрополя. Причем от Агоры измерялись расстояния всех местностей, соединенных дорогами с городом. Писистрат также начал строительство в нижнем городе колоссального Храма Зевса Олимпийского к востоку от Акрополя, а на самой высокой точке холма Акрополис — Храма Афины целомудренной (Гекатомпедонт).
На Агоре находились такие известные сооружения как расписная стоя, стоя Эвмена, аррефорион и пандросейон, которые не дошли до наших дней.

### Ворота
Среди основных въездных афинских ворот были:
- на западе: Дипилонские ворота, ведущие из центра района Керамик к Академии. Ворота считались священными, поскольку от них начинался священный Элефсинский путь. Ворота рыцаря находились между Холмом нимф и Пниксом. Пирейские ворота — между Пниксом и Мусейоном, вели к проезжей дороге между длинными стенами, которые в свою очередь вели к Пирею. Милетские ворота названы так потому, что вели к дему Милет в пределах Афин (не путать с полисом Милет).
- на юге: ворота мертвецов находились вблизи холма Мусейон. С Итонийских ворот на берегу реки Илиссос начиналась дорога на Фалирон.
- на востоке: ворота Диохара вела к Ликею. Диомейские ворота получила такое название, поскольку вели к дему Диомею, а также холму Киносаргу.
- на севере: Акарнийские ворота вели к дему Акарнею.

### Районы

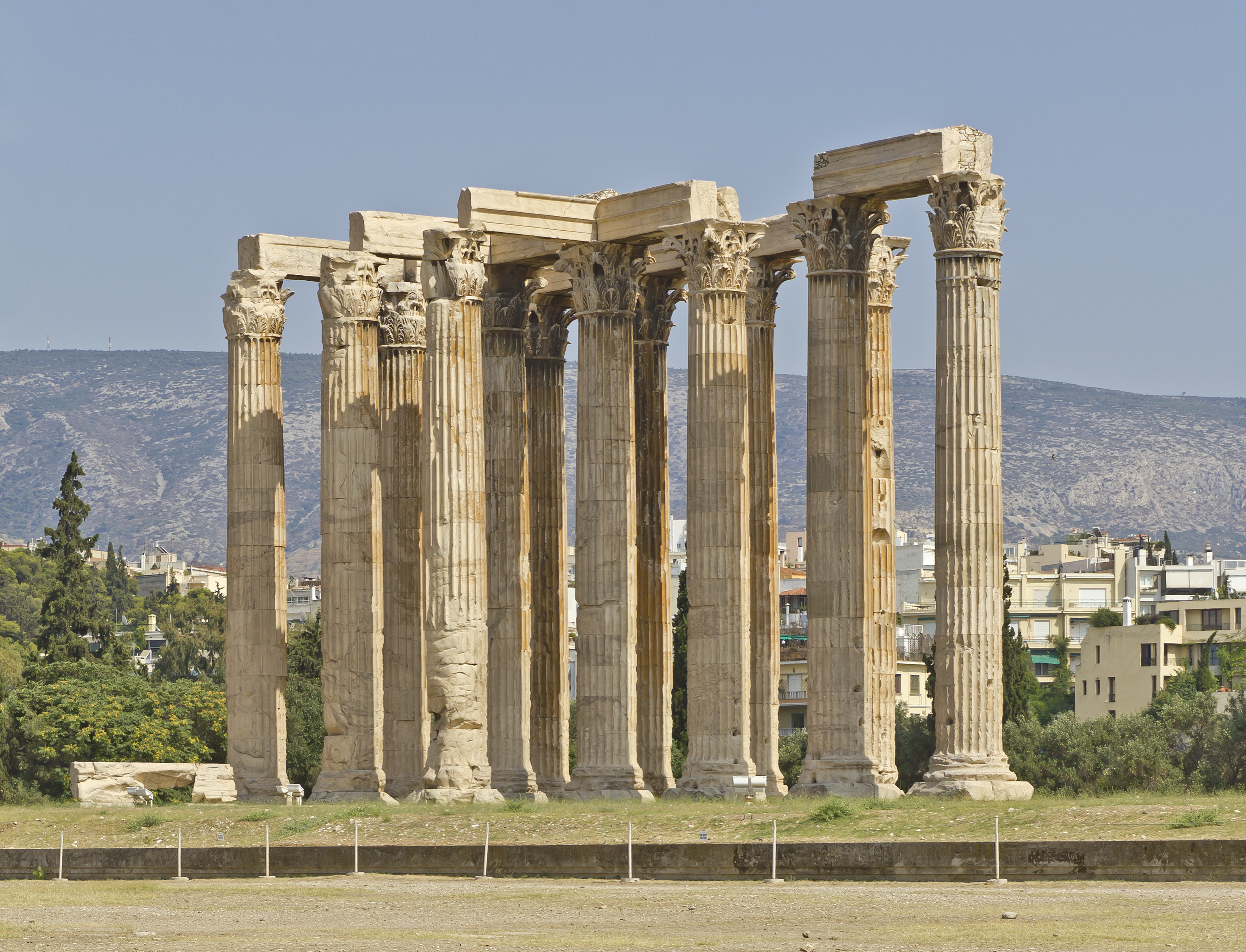
Храм Зевса Олимпийского, наши дни

- Внутренний Керамик, или «Квартал гончаров».
- Дем Милет в западной части города, южнее Внутреннего Керамика.
- Дем Гиппий Колонос — считался наиболее аристократическим среди всех демов полиса Древних Афин.
- Дем Скамбониде в северной части города и восточнее Внутреннего Керамика.
- Коллитос — южный район города, лежал южнее Акрополя.
- Коеле — район на юго-западе города.
- Лимна — район к востоку от дема Милет и района Коллитос, занимал территорию между Акрополем и рекой Илиссос.
- Диомея — район в восточной части города, рядом с Диомейскими воротами и Киносаргом.
- Агре — район южнее Диомеи.

### Пригород
- Внешний Керамик располагался на северо-запад от города, считался лучшим пригородом Афин. Здесь хоронили афинян, павших в войне, а в дальнем конце района существовала Академия на расстоянии 6 стадий от города.
- Киносарг располагался восточнее города, напротив реки Илиссос, граничил с Диомейскими воротами и гимназией, посвященной Гераклу, в которой учил киник Антисфен.
- Ликей — располагался восточнее города. В этом районе существовала гимназия, посвященная Аполлону Ликейскому, известная тем, что там учил своих учеников Аристотель.

### Улицы

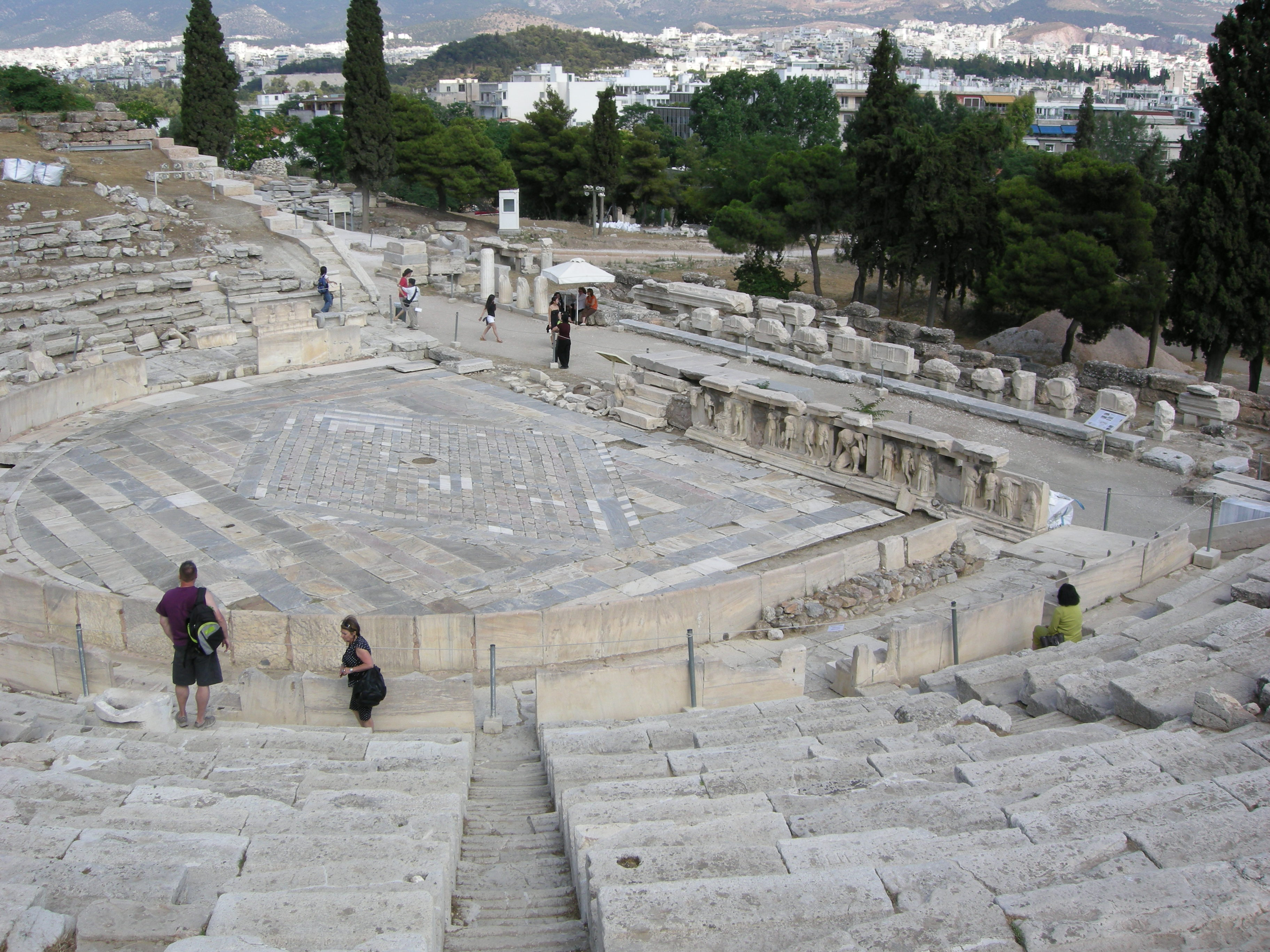
Театр Диониса, Афинский акрополь

Среди наиболее важных улиц Афин были:
- Улица Дромос, центральная, наиболее широкая, красивая и богатая улица Афин, которая шла от Дипилонских ворот к агоре.
- Улица Пирея, которая вела от пирейских ворот к Афинской агоре южнее Дромоса.
- Панафинейский путь шел по Дромосу от Дипилонских ворот через агору к Афинскому акрополю. Панафинейским путём происходило торжественное шествие во время Панафинейских праздников.
- Улица Триподы располагалась южнее и восточнее Акрополя. На улице Треножников в археологических зонах находятся фундаменты треножников — наград победителям в театральных состязаниях и «Башня ветров».

### Общественные здания
- Храмы. Из них наиболее важное значение имел Олимпейон, или Храм Зевса Олимпийского, расположенный юго-восточнее Акрополя, вблизи реки Илиссос и фонтана Каллирое. Среди других храмов Афин: Храм Гефеста — расположен к западу от агоры; Храм Ареса — на севере агоры; Метроон, или храм Матери богов — на западной стороне агоры. Кроме этих основных существовало множество меньших храмов во всех районах города.
- Булевтерий был возведен в западной части агоры.
- Толос — округлое здание вблизи Булевтерия, построенное в 470 до н. э. Кимоном, который был избран в Совет пятисот. В Толосе члены совета питались, а также осуществляли приношение жертв.

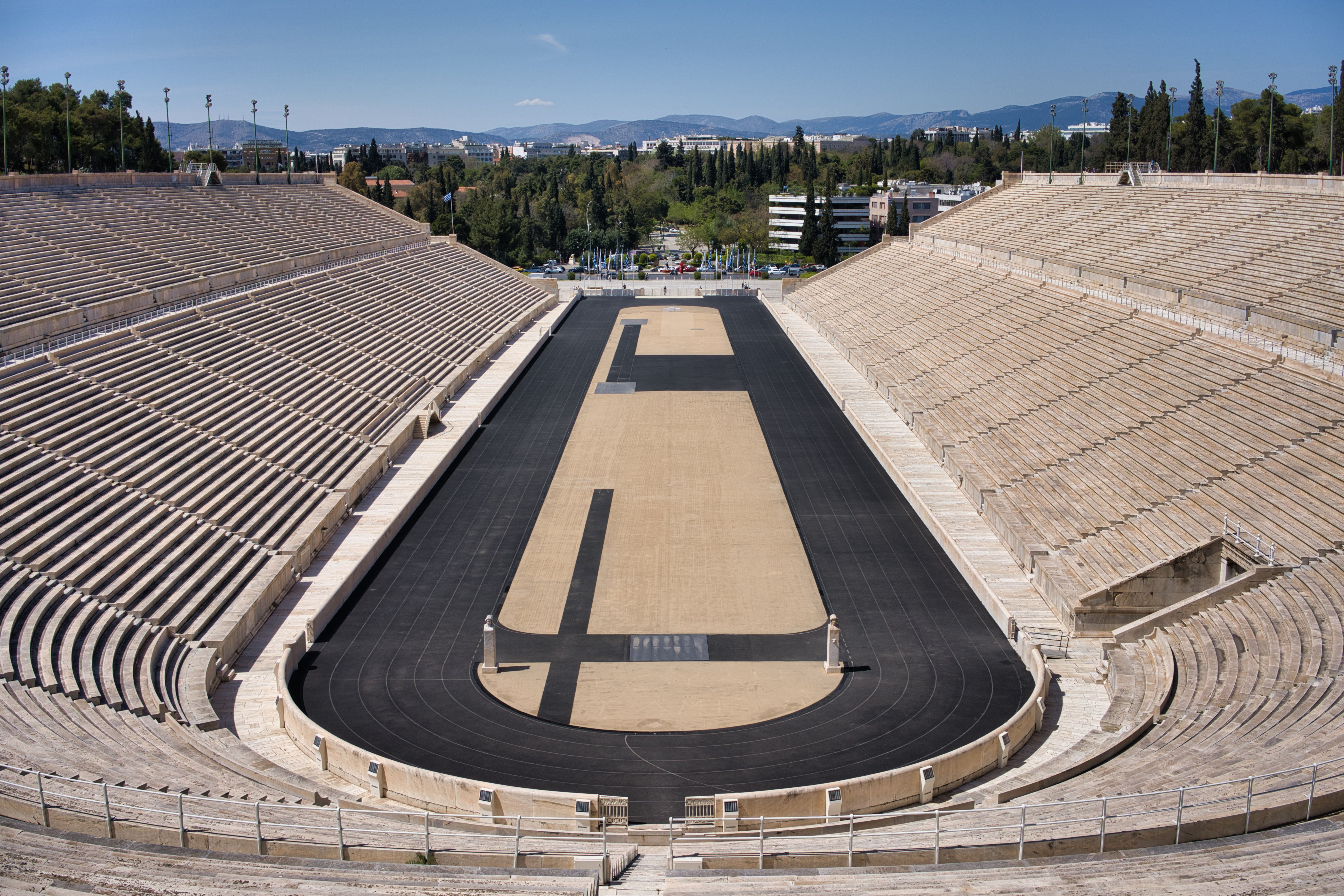
Стадион Панатинаикос, современный вид

- Стоа — открытые колоннады, использовались афинянами в качестве места отдыха в разгар дня, их было несколько в Афинах.
- Театры. Самым первым театром в Афинах был театр Диониса на юго-восточном склоне Акрополя, долгое время он оставался крупнейшим театром афинского государства. Кроме того, существовал Одеон для участия в конкурсах по вокалу и исполнения инструментальной музыки.
- Стадион Панатинаикос располагался на берегу реки Илиссос в районе Агре, здесь проводились спортивные события Панафинейских праздников. На стадионе Панатинаикос состоялись Первые Олимпийские игры современности в 1896 году.
- Римские рынок и библиотека Адриана находятся за речкой Эридан, ограничивавшей агору с севера. Ныне это богатая археологическая зона.

## Известные афиняне

### Античность и средневековье
- Тесей, царь Афин
- Солон (около 640—560 гг. до н. э.), общественный деятель
- Писистрат (около 564—528 гг. до н. э.), тиран
- Клисфен (около 570—500 гг. до н. э.), государственный деятель
- Симонид (около 556—468 гг. до н. э.), лирический поэт
- Мильтиад Младший (около 550—489 гг. до н. э.), государственный деятель и стратег
- Эсхил (около 525—455 гг. до н. э.), драматург
- Фемистокл (около 524—459 гг. до н. э.), государственный деятель и стратег
- Кимон (около 510—450 гг. до н. э.), государственный деятель и стратег
- Аполлодор (V век до н. э.), художник
- Софокл (около 496—406 гг. до н. э.), драматург и трагик
- Перикл (около 495—429 гг. до н. э.), государственный деятель и стратег
- Геродот (около 484—425 гг. до н. э.),  историк, был уроженцем Галикарнаса
- Еврипид (около 480—406 гг. до н. э.), драматург
- Фидий (около 480—430 гг. до н. э.), скульптор и архитектор
- Аспасия (около 470—400 гг. до н. э.), возлюбленная Перикла, возможно была гетерай, уроженка Милета
- Никий (около 470—413 гг. до н. э.), политик и стратег
- Сократ (около 469—399 гг. до н. э.), философ
- Фукидид (около 460—400 гг. до н. э.), историк и стратег
- Гермипп (V век до н. э.), комедиограф
- Клеон (около 435—422 гг. до н. э.), политический деятель и стратег в период Пелопоннесской войны
- Алкивиад (около 450—404 гг. до н. э.), государственный деятель, оратор и полководец времён Пелопоннесской войны
- Эфиальт афинский (около 450—461 гг. до н. э.), политик
- Агатон (около 448—400 гг. до н. э.), трагик
- Евполид (около 446—411 гг. до н. э.), драматург и автор комедий
- Аристофан (около 446—386 гг. до н. э.), комедиограф
- Фрасибул (около 440—388 гг. до н. э.), государственный деятель и полководец времён Пелопоннесской войны
- Ксенофонт (около 430—354 гг. до н. э.), писатель, историк, стратег и политик
- Платон (около 425—348 гг. до н. э.), философ
- Менандр (около 341—290 гг. до н. э.), комедиограф, крупнейший мастер новоаттической комедии
- Аристотель (384—322 гг. до н. э.), философ (ученик Платона) воспитатель Александра Македонского
- Демосфен (384—322 гг. до н. э.), оратор
- Дионисий Ареопагит (I век), апологет, христианский святой, первый первый епископ Афин
- Афинагор Афинский (около 133—190 гг.), апологет
- Климент Александрийский (около 150—215 гг.), апологет и проповедник Священного Писания среди эллинистических книжников
- Евдокия (супруга Феодосия II) (около 401—460 гг.), супруга римского императора Феодосия II Малого
- Святой Эгидий (около 650—710 гг.), христианский святой, покровитель калек и отшельник
- Императрица Ирина (около 752—803 гг.), ромейская императрица из Исаврийской династии
- Димитрий Халкокондил (1423—1511 гг.), учёный гуманист
- Филофея Афинская (1522—1589 гг.), преподобномученица, святая Элладской православной церкви
- Леонардос Филарас (1595—1673 гг.), учёный, политик, дипломат и медик, советник французского королевского двора, протеже кардинала Ришельё

### Новогреческий период
- Панагис Калкос (1818—1875 гг.), ведущий греческий архитектор XIX века
- Стефанос Драгумис (1842—1923 гг.), греческий юрист и государственный деятель
- Димитриос Раллис (1844—1921 гг.), государственный деятель конца XIX—го — начала XX—го веков
- Анастасиос Метаксас (1862—1937 гг.), архитектор и стрелок-олимпиец
- Константин I (1868—1923 гг.), король Греции (1913-17 гг., 1920-22 гг.)
- Ион Драгумис (1878—1920 гг.), дипломат, политический деятель, революционер и писатель
- Иоаннис Раллис (1878—1946 гг.), политик
- Андрей Греческий (1882—1944 гг.), сын короля Георг I, отец Филиппа, герцога Эдинбургского
- Александрос Леониду Папагос (1883—1955 гг.), военный и политический деятель
- Елена Греческая и Датская (1896—1982 гг.), дочь короля Греции Константина I и Софии Прусской, супруга румынского наследного принца Кароля, мать короля Михая I
- Аспасия Манос (1896—1972 гг.), супруга Александра I, короля Греции
- Павел I (1901—1964 гг.), король Греции (1947—1964 гг.)
- Дора Страту (1903—1988 гг.), певица, танцор and хореограф
- Ирина Греческая (1904—1974 гг.), пятый ребёнок и вторая дочь короля Греции Константина I и его супруги Софии Прусской
- Ангелос Терзакис (1907—1979 гг.), романист и драматург
- Мелина Меркури (1920—1994 гг.), актриса, певица and политик
- Ставрос Димас (родился 1941 году), политик, еврокомиссар по защите окружающей среды
- Лукас Деметриос Пападимос (родился 1947 году), государственный и политический деятель, экономист
- Мария Фарандури (родилась 1947 году), певица и общественный деятель
- Арианна Хаффингтон (родилась 1950 году), литератор, политический комментатор
- Антонис Самарас (родился 1951 году), политик
- Лука Кацели (родилась 1952 году), экономист и политик
- Феодора Бакоянни (родилась 1954 году), политик
- Костас Караманлис (родился 1956 году), политический деятель, депутат парламента Греции, премьер-министр Греции (2004—2009 гг.)
- Павел, наследный принц Греческий (родился 1967 году), титулярный принц Греческий и Датский, герцог Спартанский
- Леонидас Кавакос (родился 1967 году), скрипач
- Кириакос Мицотакис (родился 1968 году), политик
- Йоргос Лантимос (родился 1973 году), актёр, режиссёр театра и кино, сценарист, продюсер и монтажёр
- Алексис Ципрас (родился 1974 году), государственный, политический деятель и премьер-министр Греции (2015 год, 2015—2019 гг.)

## Другие источники
Издано в XIX веке
- Athens, A Hand-book for Travellers in the Ionian Islands, Greece, Turkey, Asia Minor, and Constantinople, London: J. Murray, 1840, OCLC 397597, OL 6952607M

Издано в XX веке
- Athens, Handbook for Travellers in Greece (7th ed.), London: John Murray, 1900, OL 24368063M
- Athens, Greece (4th ed.), Leipzig: Karl Baedeker, 1909, OL 24347510M
- Traill, John S., The political organization of Attica: a study of the demes, trittyes, and phylai, and their representation in the Athenian Council, Princeton : American School of Classical Studies at Athens (ASCSA), 1975